# Josip Broz Tito
Josip Broz, meglio noto come Tito (in serbo Јосип Броз Тито?, pronuncia: /jǒsib brôːs tîto/; Kumrovec, 7 maggio 1892 – Lubiana, 4 maggio 1980), è stato un politico, rivoluzionario, militare e partigiano jugoslavo.
Croato-sloveno di nascita, Tito aderì presto all'ideale comunista, frequentando molto l'Unione Sovietica. Durante la seconda guerra mondiale condusse la guerra partigiana contro l'occupazione delle forze dell'Asse, spesso in concerto con gli Alleati, che lo sostennero anche a guerra finita e in opposizione ai filomonarchici del generale Mihailović, dalle alleanze ondivaghe. Divenne presidente della Jugoslavia, trasformata in una Repubblica federale socialista, con forti difformità dall’Unione Sovietica in campo economico e anche riguardo ai rapporti con le autorità religiose. Fu noto anche come maresciallo Tito (in serbocroato: Maršal Tito, Маршал Тито).
Nel 1948 ruppe con l'Unione Sovietica, ponendosi poi a capo del cosiddetto Movimento dei paesi non allineati, cioè non appartenenti a nessuno dei due gruppi che si fronteggiavano durante la guerra fredda. Rimase a capo del governo jugoslavo fino alla morte. Dopo la sua morte, la Jugoslavia visse un periodo di forte crisi e di tentativi di mediazione e di riformismo che non ebbero successo, portando alla progressiva disgregazione del Paese nel corso delle guerre jugoslave degli anni novanta.

## Biografia

### Infanzia e formazione
Josip Broz nasce a Kumrovec, villaggio della regione dello Hrvatsko Zagorje, all'epoca parte dell'Impero austro-ungarico e oggi nel nord-ovest della Croazia, settimo dei quindici figli di Franjo, croato, e Marija Javeršek, slovena. La famiglia professava la religione cattolica.
Dopo aver trascorso alcuni anni della sua infanzia col nonno materno a Podsreda (oggi in Slovenia), frequenta a Kumrovec la scuola elementare fino al 1905. Nel 1907 lascia l'ambiente rurale del paese natale per trasferirsi a Sisak, dove lavora come apprendista fabbro. A Sisak si confronta con le idee e le istanze del movimento dei lavoratori e nel 1910 partecipa alla celebrazione del Primo maggio.
Nel 1910 entra a far parte del sindacato dei lavoratori metallurgici e del Partito Social-Democratico della Croazia e della Slavonia. Tra il 1911 e il 1913 lavora brevemente a Kamnik (Slovenia), Čenkov (Boemia), Monaco di Baviera e Mannheim (Germania), dove lavora alla fabbrica automobilistica della Benz. Si sposta quindi a Wiener Neustadt, in Austria, dove lavora alla Daimler come pilota collaudatore. Nel maggio del 1912, intanto, vince una medaglia d'argento ad un torneo di scherma a Budapest.

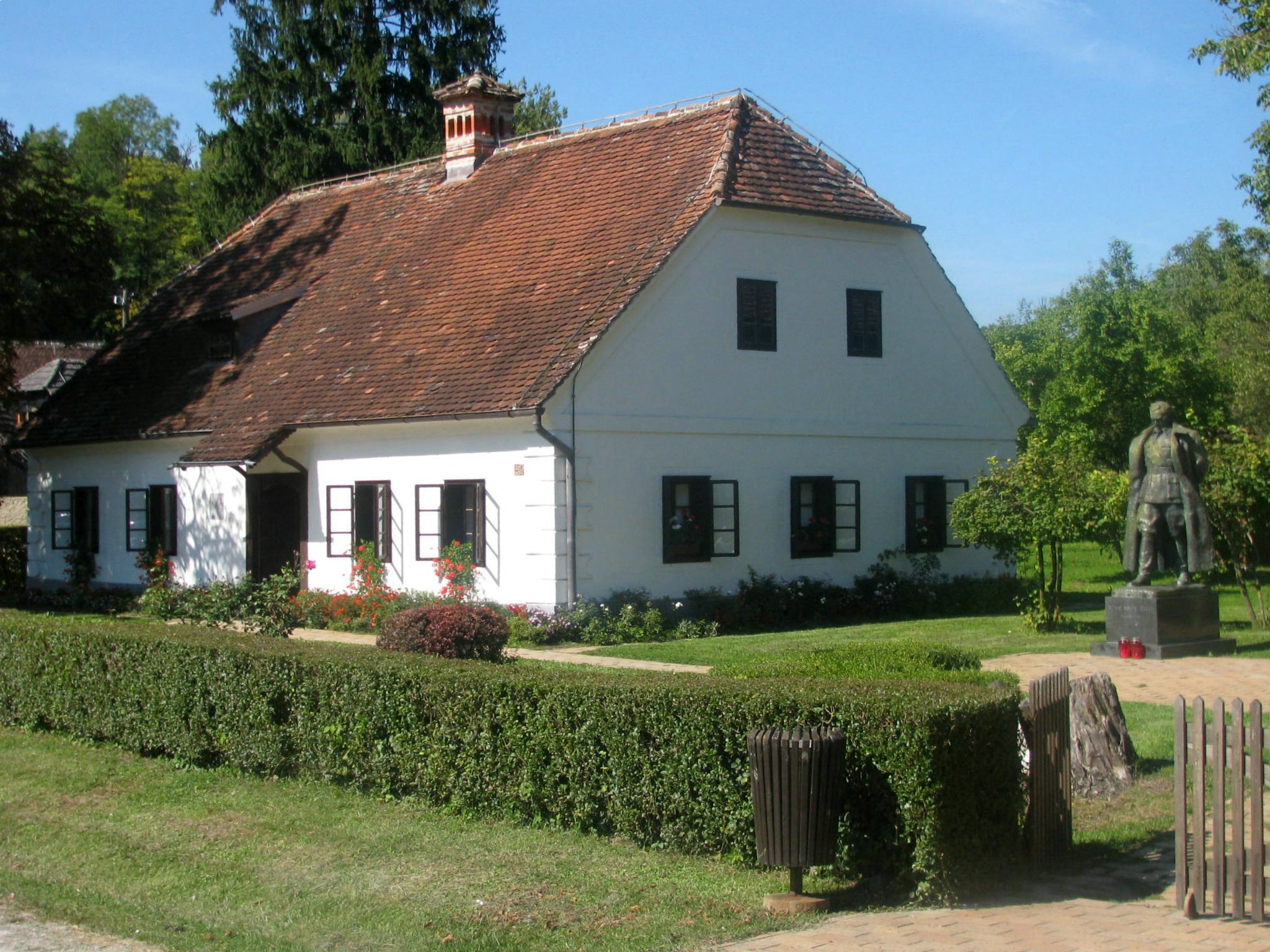
La casa natale di Tito a Kumrovec, oggi in Croazia
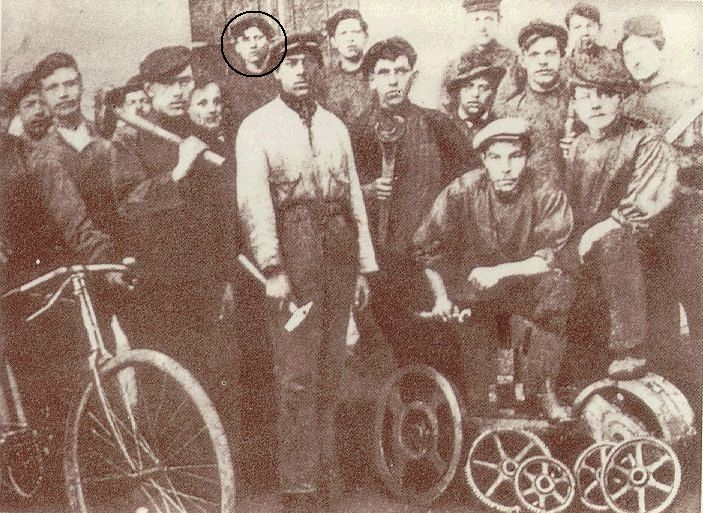
La prima foto conosciuta di Tito: operaio a Kamnik nel 1911

### Nell'esercito austro-ungarico
Nel maggio del 1913 Josip Broz viene arruolato nell'esercito imperiale austro-ungarico, dove si distingue nel servizio militare, diventando il più giovane sergente maggiore (narednik / Feldwebel / őrmester) del suo reggimento (secondo un'altra fonte quello più giovane dell'Esercito). Allo scoppio della prima guerra mondiale Tito, inviato a Ruma, è arrestato per aver svolto propaganda contro la guerra. Imprigionato nella fortezza di Petrovaradin, nel 1915 è trasferito in Galizia a combattere sul fronte russo. Inquadrato nei domobrani del 3º battaglione del Regio esercito ungherese nel reggimento di fanteria n. 25 di Zagabria, si distingue come abile soldato e viene raccomandato per una decorazione militare. Il 25 marzo 1915, giorno di Pasqua, in Bucovina, la granata di un obice lo ferisce gravemente e in aprile (tra il 10 e il 12) il suo intero battaglione è catturato dai russi (circassi della "Divisione selvaggia") a Okna, odierna Vikno in Ucraina.

### Prigioniero e rivoluzionario in Russia
Dopo tredici mesi trascorsi in ospedale, nell'autunno del 1916 Tito è inviato in un campo di lavoro negli Urali, dove i prigionieri lo eleggono loro leader. Nel febbraio del 1917, lavoratori in rivolta entrano nella prigione e liberano i prigionieri. Tito entra a far parte delle Guardie Rosse a Omsk, in Siberia. Nell'aprile del 1917 è arrestato di nuovo, ma riesce a fuggire per unirsi alle dimostrazioni del 16 e 17 giugno del 1917 a San Pietroburgo. Tito in fuga si dirige quindi verso la Finlandia. Di nuovo arrestato, è costretto a trascorrere tre settimane nella fortezza di Petropavl, in Kazakistan, per poi essere trasferito nel campo di prigionia di Kungur, riuscendo però a scappare durante il tragitto in treno. Si nasconde presso una famiglia russa, dove incontra e sposa Pelageja Belousova.
Nel novembre dello stesso anno entra a far parte dell'Armata Rossa a Omsk. Nella primavera del 1918 Tito chiede di essere ammesso nel Partito Comunista Russo. La domanda è accolta. In giugno lascia Omsk per trovare lavoro. È impiegato come meccanico vicino ad Omsk per un anno. Quindi, nel gennaio 1920, Tito e Pelageja compiono un lungo e difficile viaggio di ritorno in Jugoslavia, dove arrivano in settembre.

### Ritorno in Jugoslavia
Nel 1920 partecipa a Vukovar alla fondazione del Partito Comunista di Jugoslavia (KPJ), che nelle elezioni dello stesso anno si dimostra il terzo partito del Regno dei Serbi, Croati e Sloveni, ma è messo al bando dal re Alessandro I di Jugoslavia. Tito continua la sua attività politica in clandestinità, nonostante le pressioni del governo sui militanti comunisti. All'inizio del 1921 Tito si sposta a Veliko Trojstvo, vicino a Bjelovar, dove trova lavoro come macchinista.
Nel 1925 Tito si trasferisce a Porto Re, località a sud di Fiume, per lavorare nell'importante cantiere navale locale. Viene eletto rappresentante sindacale e l'anno successivo guida uno sciopero. Viene quindi licenziato e si sposta a Belgrado, dove lavora in una fabbrica di locomotive a Smederevska Palanka. Viene eletto commissario dei lavoratori, ma è di nuovo licenziato non appena viene rivelata la sua appartenenza al Partito Comunista. Si sposta infine a Zagabria, dove è nominato segretario del sindacato croato dei lavoratori metalmeccanici.

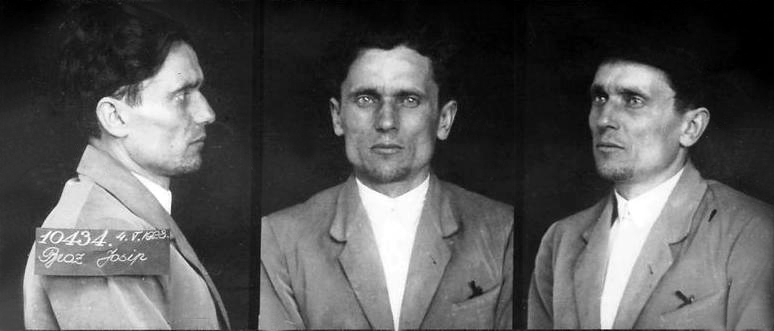
Foto segnaletica di Tito, prigioniero politico a Lepoglavi, 1928

Nel 1934 Josip Broz diviene membro del Dipartimento Politico del Comitato Centrale del KPJ, con sede a Vienna. Assume - anche per non essere scoperto - il nome in codice di Tito. L'uso di "nomi di battaglia" era diffuso presso i militanti dell'illegale partito comunista affinché, in caso di arresto, non si potesse risalire alla famiglia dell'arrestato. Durante la resistenza il personaggio di Tito è investito da un alone di mistero. I referti delle SS lo descrivono come un personaggio di cui si sa poco, salvo vaghe caratteristiche fisiche (anche queste spesso distorte), molto pericoloso, astuto e pieno di risorse. Goebbels non nascose la propria ammirazione per un uomo di cui era difficile seguire le tracce e che anche quando si credeva di averlo intrappolato riusciva a cavarsela.
Esiste una quantità di documenti che testimoniano le sue molteplici identità. Lo stesso uomo viene fatto risalire a sei, sette identità, tra cui Ivan Brozović e Tito. Le origini del soprannome "Tito" non sono certe, ma la teoria più accreditata, benché non verificata, è che derivi dal fatto che usasse spesso la locuzione "ti to" (in serbocroato "tu questo") per impartire ordini ai suoi uomini. Tuttavia il biografo di Tito, Vladimir Dedijer, afferma che il nome derivi dall'autore croato Tituš Brezovački.

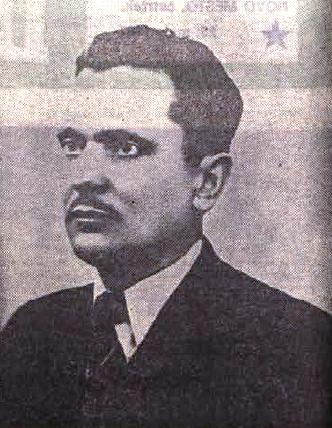
Tito negli anni '30. Fototessera di un suo documento falso

Nel 1935 Tito viaggia in Unione Sovietica, lavorando per un anno nella sezione Balcani del Comintern. È membro del Partito Comunista dell'Unione Sovietica e della polizia segreta sovietica (NKVD). Nel 1936 il Comintern invia il compagno "Walter" (cioè Tito) in Jugoslavia per attuare una purga nel Partito Comunista di Jugoslavia. Nel 1937 il segretario generale del KPJ, Milan Gorkić, è assassinato a Mosca su ordine di Stalin. Lo stesso anno Tito ritorna in Jugoslavia dopo essere stato nominato da Stalin segretario generale dell'ancora illegale KPJ. Secondo lo storico Jean-Jacques Marie, c'era un piano per liquidare Tito a Mosca, ma Stalin vi si oppose e lo lasciò ripartire dall'URSS, comunque non prima di aver fatto arrestare sua moglie.
Durante questo periodo Tito segue fedelmente le politiche del Comintern, criticando l'Italia fascista e la Germania nazista fino al Patto Molotov-Ribbentrop del 1939, per concentrare la critica solo al liberalismo occidentale fino al 1941. Quando nel 1940 anche la Francia viene occupata dai nazisti, la prospettiva di un'Europa dominata dal fascismo diventa reale e Stalin non si fida più del compromesso raggiunto con Hitler nel 1939. Agli occhi di Mosca, Tito ha in mano il modello organizzativo per i comunisti europei nel caso di una definitiva affermazione del fascismo su scala continentale. Negli ultimi anni del Comintern, il KPJ emerge come primus inter pares tra i partiti comunisti europei che operano nell'Europa caduta nelle mani dei nazisti.

### A capo della Resistenza jugoslava
La Jugoslavia il 24 marzo 1941 aderisce al Patto Tripartito sotto le minacce di Hitler. Il colpo di Stato del 27 marzo 1941, maturato in ambienti militari e auspicato dai servizi segreti inglesi, rompe l'accordo con il Patto Tripartito. Seguono manifestazioni di entusiasmo popolare, al quale non è estranea l'attività sotterranea del KPJ. Dopo pochi giorni la Jugoslavia firma un trattato di amicizia con l'URSS.
In risposta al colpo di Stato, il 6 aprile le forze tedesche, italiane e ungheresi invadono la Jugoslavia. L'esercito tedesco inizia un'avanzata su tre direttrici verso Belgrado, che viene intanto bombardata dalla Luftwaffe assieme alle altre città jugoslave (Operazione Castigo). Attaccate su più fronti e minate dalle frizioni inter-etniche e in particolare dalla defezione croata, le forze armate del Regno di Jugoslavia non riescono a resistere e l'operazione d'invasione si conclude in 11 giorni (6-17 aprile 1941). Re Pietro II e alcuni membri del governo si rifugiano in esilio a Londra, mentre altri ministri e militari firmano l'armistizio. Il 19 aprile l'esercito bulgaro procede all'occupazione della Macedonia.

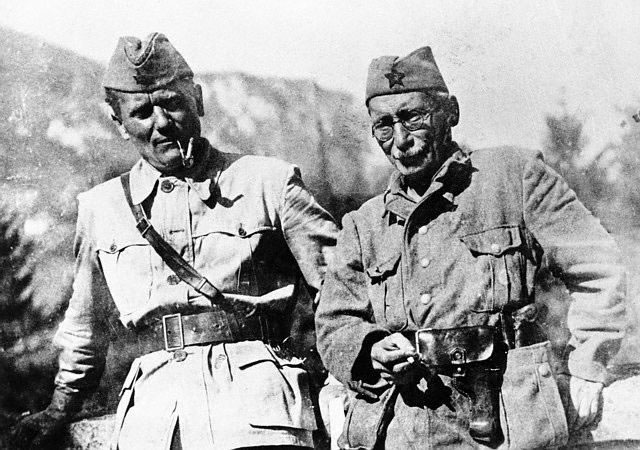
Tito e Moša Pijade nel 1942

Tito fonda allora un Comitato Militare come parte del Comitato Centrale del Partito Comunista (10 aprile 1941). Il 28 aprile, a Lubiana (Slovenia), si registra la formazione del primo gruppo di resistenza partigiana comunista. Il 1º maggio 1941 viene distribuito un pamphlet, redatto da Tito, che chiama la popolazione a raccolta nella battaglia contro l'occupazione.
Tito e i partigiani comunisti affrontano l'Esercito jugoslavo in patria (Jugoslovenska vojska u otadžbini, JVUO), l'armata dei cetnici, che degenera in guerra civile. La JVUO è una forza di resistenza, a base etnica serba (invece che ideologica come i partigiani di Tito), anti-nazifascista, nazionalista, monarchica e anti-comunista. 
È comandata dal generale Dragoljub Mihailović ed include interi settori dell'esercito jugoslavo rimasti allo sbando, ma molte bande cetniche non lo riconoscono e quindi si regolano autonomamente. A lungo i cetnici ricevono aiuti dai britannici, dagli Stati Uniti e dal governo jugoslavo in esilio a Londra di re Pietro II.
Il 22 giugno (giorno del lancio dell'Operazione Barbarossa contro l'Unione Sovietica), nella foresta di Brezovica presso la città di Sisak, in Croazia, i partigiani jugoslavi formano la famosa Prima Brigata Partigiana di Sisak, per la maggior parte composta di croati della vicina città, una delle prime formazioni militari antifasciste in Europa. Lo stesso giorno, 49 uomini della Brigata attaccano un treno della riserva tedesca. Il 4 luglio, in una riunione del Comitato Centrale, Tito viene nominato comandante militare dell'Esercito popolare di liberazione della Jugoslavia, considerato successivamente dagli storici del periodo il più efficace movimento di resistenza nell'Europa occupata, e lancia la mobilitazione generale per la resistenza.

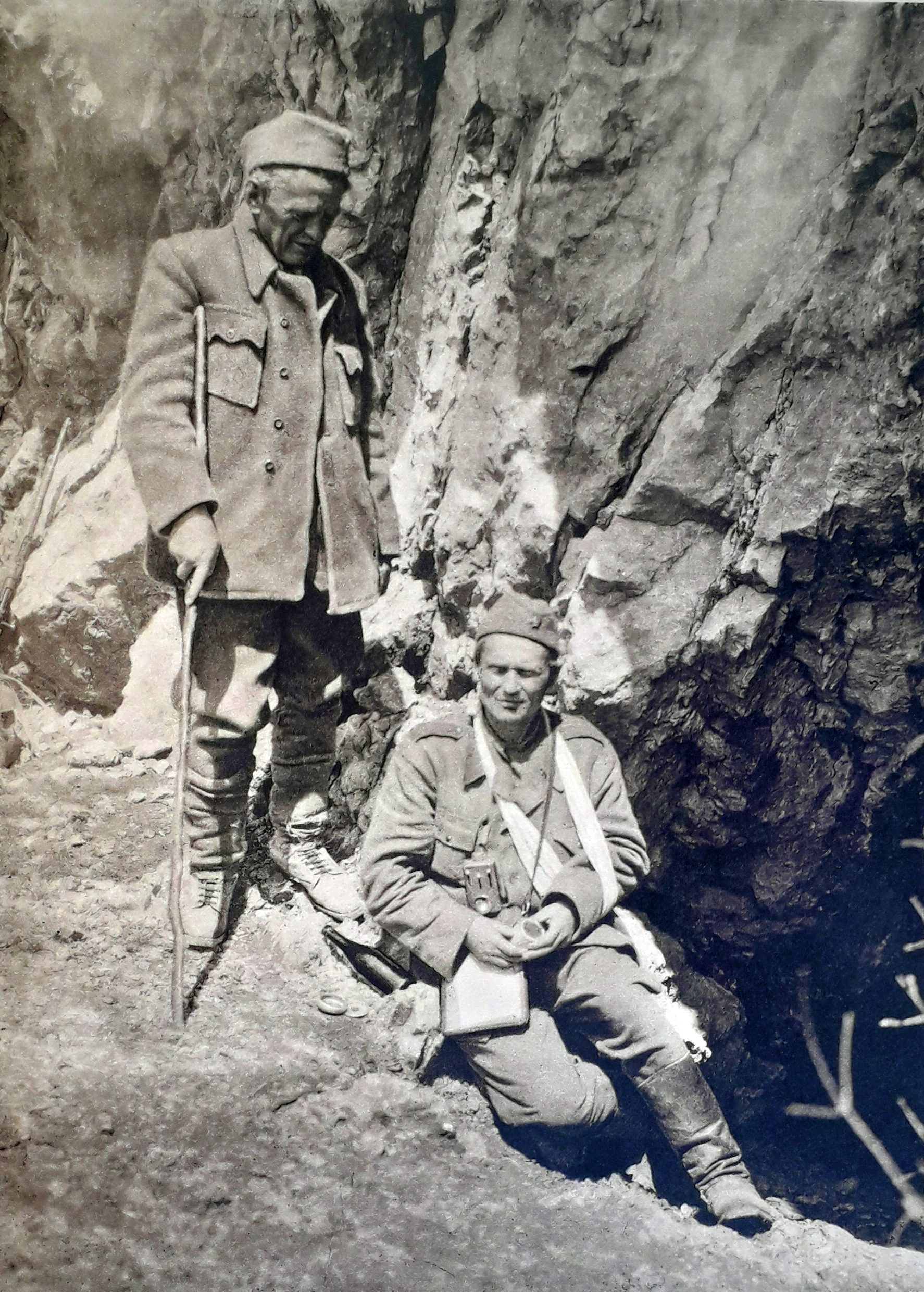
Tito e Ivan Ribar a Sutjeska, 1943

I partigiani comunisti danno presto origine a un'estesa e vittoriosa campagna di guerriglia, che libera parti del territorio. Le attività dei partigiani provocano diverse ritorsioni dei tedeschi e degli ustascia, nazionalisti croati, collaborazionisti, insediatisi in Croazia, contro i civili, che sfociano in eccidi (100 civili per ogni soldato tedesco ucciso, 50 per ogni ferito). L'accettazione, da parte di Tito, di queste dure rappresaglie, a carico, per la maggior parte di civili innocenti, diviene uno dei principali punti di dissenso tra Tito e Mihailović. Secondo alcuni storici, Mihailović organizza azioni lontano dai centri abitati per evitare le rappresaglie tedesche e concentra i propri sforzi nel recupero e salvataggio degli aviatori alleati sul suolo jugoslavo; Tito vede queste feroci rappresaglie degli occupanti come un'opportunità, un importante fattore di aggregazione e di mobilitazione dell'intera popolazione a favore della resistenza armata. Nell'area balcanica il tradizionale dovere della vendetta era infatti fattore più efficace rispetto al culto della patria nel mobilitare la popolazione contro le forze di occupazione. Tito, incurante delle conseguenze, colpisce duramente gli invasori, arrecando loro gravi perdite in termini di uomini e di equipaggiamento e obbligandoli a distogliere soldati da altri fronti.
Nella "Lotta popolare di Liberazione" jugoslava cessa ogni distinzione tra fronte e retrovia, tra interno e estero, tra militare e civile. Le operazioni al tempo stesso hanno finalità sia politiche sia militari e sono rivolte sia verso le forze proprie sia verso quelle avversarie. Ciò sarebbe stato impensabile senza uno strumento integrato di informazioni, controllo e repressione politica di un livello tale che non fu compreso dagli avversari, che si trovavano ad agire nei luoghi, tempi e modi sbagliati. Il controllo totale sulla popolazione diventava una vera e propria risorsa strategica, alla quale gli eserciti tradizionali erano impreparati. In effetti, un tale modo di concepire e condurre una guerra doveva essere spiazzante per gli ufficiali dell'Asse che si trovarono ad affrontarlo.
Nei territori liberati i partigiani organizzano comitati popolari con funzioni di governo civile. Tito è il principale leader del Comitato Antifascista di Liberazione Nazionale della Jugoslavia - AVNOJ, riunitosi a Bihać il 26 novembre 1942 e quindi a Jajce il 29 novembre 1943. Nelle sue due sessioni l'AVNOJ stabilisce le basi federali della Jugoslavia postbellica. A Jajce Tito è nominato presidente del Comitato Nazionale di Liberazione. Il 4 dicembre 1943, mentre la maggior parte del paese è ancora occupata dalle forze naziste, ma dopo l'armistizio richiesto dall'Italia, Tito proclama un Governo provvisorio democratico di Jugoslavia.

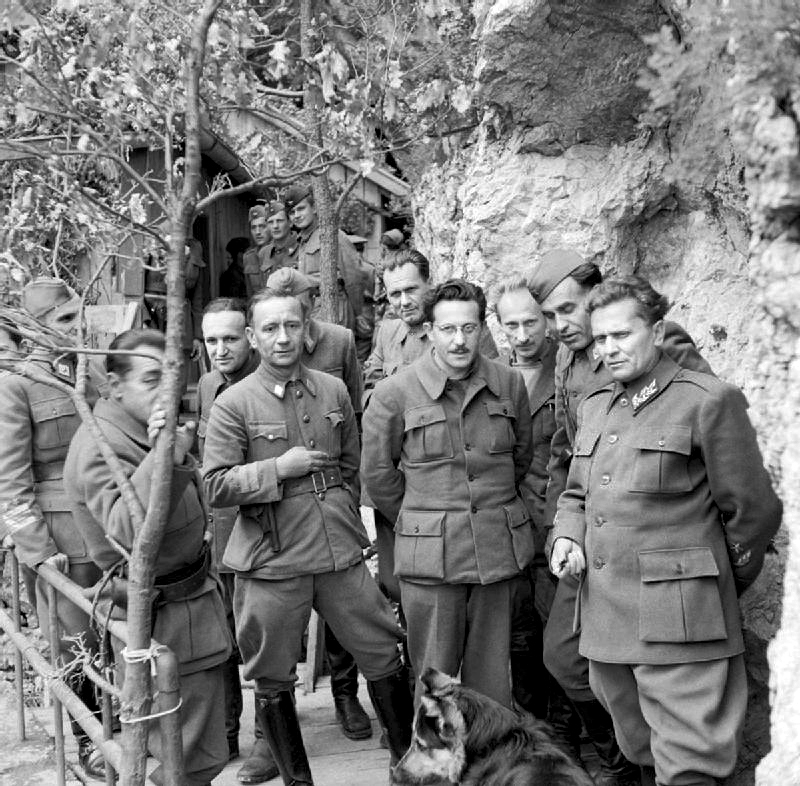
Il maresciallo Tito durante la Resistenza, 1944. Al centro, con gli occhiali, Edvard Kardelj

Dopo la resistenza dei partigiani comunisti agli intensi attacchi dell'Asse tra il gennaio e il giugno del 1943, i leader degli Alleati tolgono il loro supporto ai cetnici per sostenere i partigiani titini, la cui azione contro le forze di occupazione è considerata assai più efficace. Franklin Delano Roosevelt e Winston Churchill si allineano con Stalin nel riconoscere ufficialmente Tito e i suoi partigiani durante la Conferenza di Teheran. Gli aiuti degli Alleati vengono paracadutati ai partigiani direttamente dietro le linee dell'Asse.
Come leader della resistenza comunista, Tito diviene un obiettivo delle forze dell'Asse. I tedeschi arrivano vicini a catturare o uccidere Tito in almeno tre occasioni: nell'offensiva della Neretva (Fall Weiss) del 1943, nella seguente offensiva in Erzegovina e Sangiaccato (Fall Schwarz), durante la quale, il 9 giugno, Tito viene ferito nel corso di un attacco aereo, ma si salva grazie al sacrificio del suo cane, e il 25 maggio 1944, in cui riesce fortunosamente a scampare ai tedeschi durante l'Operazione Rösselsprung, un lancio di paracadutisti delle SS direttamente sul quartier generale di Tito a Drvar.
I partigiani vengono supportati direttamente da lanci aerei degli Alleati sui loro quartieri generali; in ciò gioca un ruolo rilevante come collegamento il brigadiere Fitzroy Maclean. La Balkan Air Force della RAF viene formata nel giugno del 1944 per controllare le operazioni di aiuto alle forze partigiane. Per non mettere a repentaglio gli stretti legami con Stalin, Tito si mostra spesso in aperto contrasto con gli ufficiali britannici e americani collegati al suo quartier generale. In realtà gli Alleati hanno grande fiducia in lui e gli assegnano un ruolo di primo piano nel futuro dei Balcani. Dopo aver sacrificato Mihailović, cercano di accondiscendere alle sue richieste in termini di aiuti e di conquiste di territori già italiani.

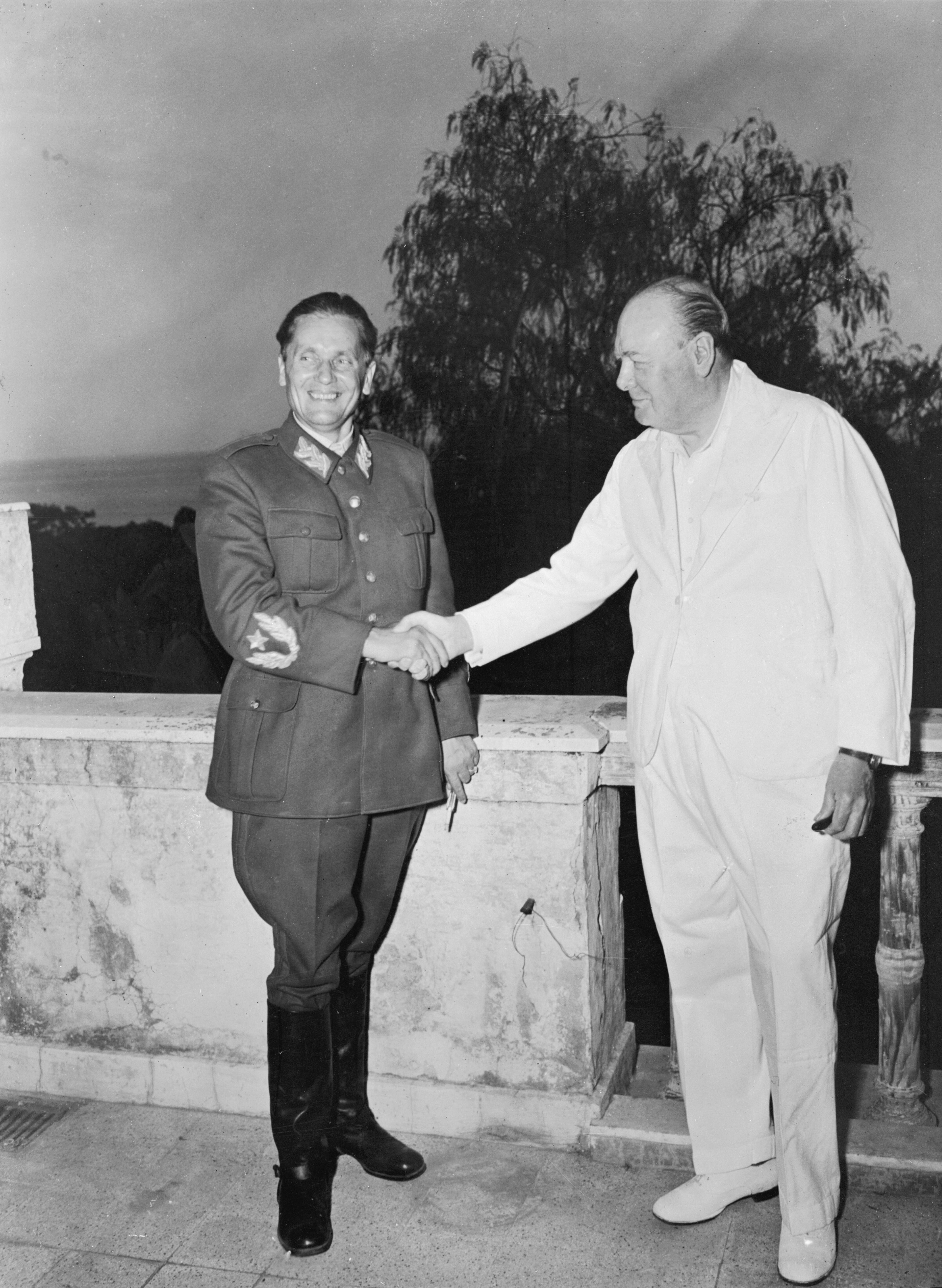
Incontro tra Tito e Winston Churchill a Villa Rivalta, Napoli, 12 agosto 1944

Il 15 agosto 1944, a Napoli, Tito incontrò il premier britannico Winston Churchill per definire gli accordi di riconciliazione tra il movimento partigiano di Tito e il governo monarchico jugoslavo in esilio. Un mese dopo, il re Pietro II ordina a tutti gli jugoslavi, tramite un proclama, di riunirsi sotto la leadership di Tito e dice che chiunque si fosse rifiutato di farlo sarebbe stato considerato un traditore.
Il 28 settembre 1944 la TASS riporta la firma di Tito a un accordo con l'URSS che consente un "temporaneo ingresso delle truppe sovietiche nel territorio jugoslavo". Con l'aiuto dell'Armata Rossa i partigiani jugoslavi liberano Belgrado il 18 ottobre 1944 e il resto della Jugoslavia entro il maggio del 1945. Alla fine della guerra, a tutte le forze straniere viene ordinato di lasciare il territorio jugoslavo.

### A capo della Jugoslavia socialista e federale

#### Le conseguenze del conflitto
A fine 1944, l'Accordo di Lissa (Viški sporazum), conosciuto anche come Accordo Tito-Šubašić, rappresenta un tentativo di fondere il governo comunista di Tito con il governo in esilio di re Pietro II. Il 7 marzo 1945 il governo provvisorio della Democrazia Federale di Jugoslavia (Demokratska federativna Jugoslavija, DFJ) si riunisce a Belgrado. Il governo provvisorio è capeggiato da Tito e non ha relazioni con il governo jugoslavo in esilio né con re Pietro II. Alle elezioni dell'11 novembre 1945 (secondo molti di fatto controllate e massicciamente inquinate dai titoisti), il "fronte nazionale", capeggiato da Tito, ottiene la maggioranza assoluta. Tito viene nominato Primo ministro e ministro degli Esteri della DFRJ.
È durante questo periodo che le forze jugoslave e l'Armata Rossa vengono coinvolte nella deportazione delle popolazioni etnicamente tedesche (Volksdeutsche) dalla Jugoslavia, considerate collaborazioniste. Tedeschi etnici, cetnici, ustascia e altre formazioni militari croate e slovene vengono catturati durante gli spostamenti tra le masse di rifugiati e, nonostante le promesse di Tito ai collaborazionisti di una resa sicura, un gran numero di collaborazionisti e supposti tali viene ucciso (massacro di Bleiburg).
Avvengono altre uccisioni di massa a cui partecipa l'esercito jugoslavo. Molti militari e civili italiani dell'Istria, giudicati sommariamente come fascisti, subiscono i massacri delle foibe, mentre la minoranza di etnia italiana presente in Dalmazia è considerata collaborazionista con gli invasori italiani e perseguitata. Gli ungheresi subiscono il massacro di Bačka tra 1944 e 1945, mentre con l'Operazione Keelhaul viene ucciso un gran numero di ustascia croati, consegnati dai britannici, presso cui avevano chiesto asilo, agli jugoslavi.
I critici di Tito hanno sostenuto che egli avesse dato via libera, o comunque avesse ignorato e non vietato i numerosi massacri, che durarono per molte settimane anche dopo la fine della guerra. Altri sostengono che tali eccidi sarebbero da mettere in relazione, almeno in parte, con il nazionalismo delle popolazioni locali e con capi partigiani in cerca di giustizia sommaria contro collaborazionisti veri o presunti e contro popolazioni considerate per etnia o per convenienza collegate alle forze occupanti. Vi è però da notare che il 14 maggio 1944 Tito inviò un telegramma al quartier generale supremo dell'esercito partigiano sloveno, vietando l'esecuzione dei prigionieri di guerra e ordinando il trasferimento dei possibili sospettati al tribunale militare.

#### L'instaurazione del socialismo in Jugoslavia

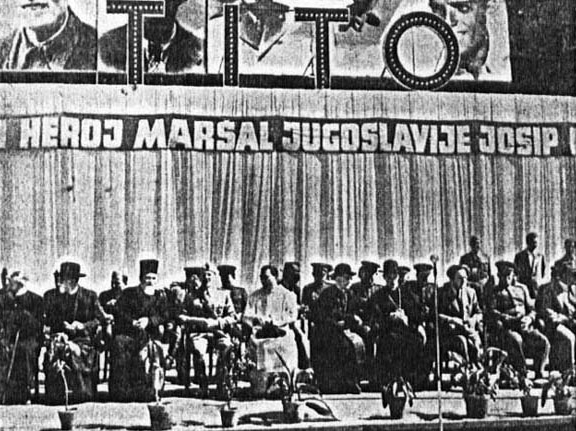
Evento in onore del maresciallo Tito a Zagabria, 1945, alla presenza di dignitari ortodossi, del cardinale Alojzije Viktor Stepinac e dell'attaché militare sovietico

Nel novembre del 1945 viene redatta una nuova costituzione, promulgata il 31 gennaio 1946, sul modello centralista sovietico. Intanto il movimento partigiano viene organizzato in esercito regolare, l'Armata Popolare Jugoslava (Jugoslovenska narodna armija, JNA), inizialmente considerato il quinto più potente esercito in Europa. Tito organizza anche una forza di polizia segreta, l'Amministrazione di Sicurezza dello Stato (Uprava državne bezbednosti/sigurnosti/varnosti, UDBA). Sia l'UDBA sia il Dipartimento per la Sicurezza del Popolo (Organ Zaštite Naroda (Armije), OZNA) vengono incaricati, tra le altre cose, di ricercare, imprigionare e processare un largo numero di collaborazionisti. Fra i collaborazionisti vi sono anche i preti cattolici, a causa del coinvolgimento di parte del clero cattolico croato con il regime ustascia.
Il 29 novembre 1945 re Pietro II viene deposto dall'Assemblea Costituente jugoslava e il 13 marzo 1946 il generale Dragoljub Mihailović viene catturato dall'OZNA e quindi ucciso il 18 luglio. Il regime politico di Tito in Jugoslavia aveva molte delle caratteristiche di una dittatura, e non era molto diverso dai regimi imperanti in altri stati comunisti dell'Est dopo la seconda guerra mondiale. La Lega dei Comunisti di Jugoslavia vinse le prime elezioni del dopoguerra, nelle quali schede semplificate consentivano solo un'alternativa tra "sì" e "no". Nonostante la natura controversa di queste votazioni, Tito riportava al tempo un massiccio supporto popolare. Il partito usa immediatamente i propri poteri per stanare gli ultimi collaborazionisti, nazionalisti e anti-comunisti, facendo propri i metodi caratteristici dello stalinismo (ad esempio i cosiddetti "Processi di Dachau", svoltisi a Lubiana tra il 1947 e il 1949). Il governo di Tito riesce comunque a unificare un paese che era stato severamente colpito dalla guerra e a reprimere efficacemente i sentimenti nazionalisti e separatisti delle popolazioni, in favore di un comune obiettivo jugoslavo.
Nell'ottobre del 1946 la Santa Sede scomunica Tito e il governo jugoslavo per aver condannato l'arcivescovo cattolico Alojzije Viktor Stepinac a sedici anni di prigione per collaborazionismo con le forze di occupazione dell'Asse (la pena sarà poi commutata in arresti domiciliari) e per aver forzato conversioni di serbi al cattolicesimo.
Il 26 giugno 1950 l'Assemblea Nazionale jugoslava approva una legge cruciale, scritta da Tito e Milovan Đilas, sull'autogestione (samoupravljanje): un tipo indipendente di socialismo che sperimenterà la condivisione dei profitti tra gli operai nelle industrie controllate dallo Stato. Il 13 gennaio 1953 la legge sull'autogestione viene posta a base dell'intero ordine sociale in Jugoslavia. Tito succede inoltre a Ivan Ribar come presidente della Jugoslavia il 14 gennaio 1953.

#### La rottura con Stalin
Nel 1948, motivato dal desiderio di creare un'economia forte e indipendente, Tito, non deludendo in questo le speranze in lui riposte dagli Alleati, diventa il primo leader comunista (e il solo ad aver successo) a sfidare la leadership di Stalin nel Cominform e le sue richieste di lealtà assoluta.
L'adesione della Jugoslavia al Cominform esigeva un'obbedienza assoluta da parte di Tito alla linea fissata dal Cremlino. Tito, forte della liberazione della Jugoslavia dall'occupazione nazifascista da parte dei suoi partigiani, desiderava invece restare indipendente dalla volontà di Stalin. Le relazioni tra URSS e Jugoslavia ebbero subito dei momenti di tensione, a partire dalla censura sovietica sui messaggi che la resistenza jugoslava lanciava da "Radio Jugoslavia Libera", che trasmetteva da Mosca.
Tito prende quindi diverse iniziative sgradite ai dirigenti sovietici: il sostegno ai comunisti greci dell'ELAS, un'insurrezione che Stalin riteneva un'avventura, e il progetto di una federazione balcanica con Albania, Bulgaria e Grecia.
A partire dal 1945, Stalin inizia a nominare uomini a lui devoti all'interno del governo e del Partito Comunista di Jugoslavia. Allo stesso tempo, Tito rifiuta di lasciar subordinare la sua polizia, l'esercito e la politica estera, così come di veder creare delle società miste di produzione, attraverso le quali i sovietici avrebbero potuto controllare l'economia del paese.
Nel marzo del 1948 Stalin richiama tutti i consiglieri militari e gli specialisti civili presenti in Jugoslavia. Poco dopo, una lettera del Comitato Centrale sovietico inizia a criticare le decisioni del PC jugoslavo. Allo stesso modo, i dirigenti jugoslavi vicini a Tito fanno blocco attorno a lui e quelli fedeli a Mosca vengono esclusi dal Comitato Centrale e arrestati. Il Cremlino gioca l'ultima carta portando la questione davanti al Cominform, ma Tito si oppone. A questo punto il Cominform considera il rifiuto jugoslavo come un tradimento. Escludendo la Jugoslavia dal Cominform, Stalin sperava di provocare una sollevazione nel paese, ma ciò non avviene e il Partito Comunista di Jugoslavia, epurato dai "cominformisti", elegge un nuovo Comitato Centrale totalmente devoto a Tito.
La rottura con l'Unione Sovietica porta molti riconoscimenti internazionali a Tito, ma crea anche un periodo di instabilità (il "periodo dell'Informbiro"). La via nazionale jugoslava al comunismo viene definita titismo da Mosca, che incoraggia le purghe contro sospetti titini negli altri paesi del blocco comunista. Nel contesto della spaccatura tra cominformisti e titoisti, Tito dà vita in patria a un clima fortemente repressivo. Oppositori politici, "cominformisti" o presunti tali (tra l'altro parecchi comunisti italiani - sia autoctoni sia immigrati - accusati di stalinismo), vengono rinchiusi in campi di prigionia, tra i quali spicca il campo di Isola Calva (Goli Otok), dopo processi e condanne sommari.
Durante la crisi Winston Churchill porta un discreto sostegno a Tito, chiedendogli in cambio di ritirare i suoi partigiani comunisti dalla Grecia e di cessare gli aiuti. Da parte sua, Churchill fa sapere a Stalin di non toccare la Jugoslavia. Stalin tenta di sottomettere la Jugoslavia attraverso l'arma economica. Riduce le esportazioni dell'URSS verso Belgrado del 90% e obbliga gli altri stati dell'Europa orientale a fare altrettanto. Questo blocco economico costringe Tito ad aumentare i suoi scambi con i paesi occidentali. Pur restando fedele al socialismo e richiamandosi agli stessi principi dell'Unione Sovietica, la Jugoslavia ne rimane politicamente indipendente. Tito rimette dunque in discussione la direzione unica del mondo socialista impressa dall'URSS, aprendo la strada all'idea di un comunismo nazionale. Solamente la destalinizzazione, lanciata da Nikita Sergeevič Chruščёv, permetterà una normalizzazione dei rapporti tra URSS e Jugoslavia.
La rottura dell'alleanza con il blocco sovietico consente anche alla Jugoslavia di ottenere con gli Stati Uniti e la NATO un accordo per la smilitarizzazione congiunta del mare Adriatico. Pur restando neutrale, la Jugoslavia è anche coinvolta in una serie di iniziative militari difensive con Grecia e Turchia patrocinate dalla NATO. È proprio questo clima di maggiore collaborazione con l'Occidente che porta Tito ad essere anche maggiormente disposto a una soluzione amichevole con l'Italia riguardo alla questione di Trieste. Nel 1954 si arriva alla firma del memorandum di Londra, che restituisce la città con la Zona A all'Italia, mentre la Zona B viene riconosciuta alla Jugoslavia. Tali disposizioni verranno confermate con il trattato di Osimo del 1975.

#### La politica estera e la nascita del Movimento dei Paesi non allineati

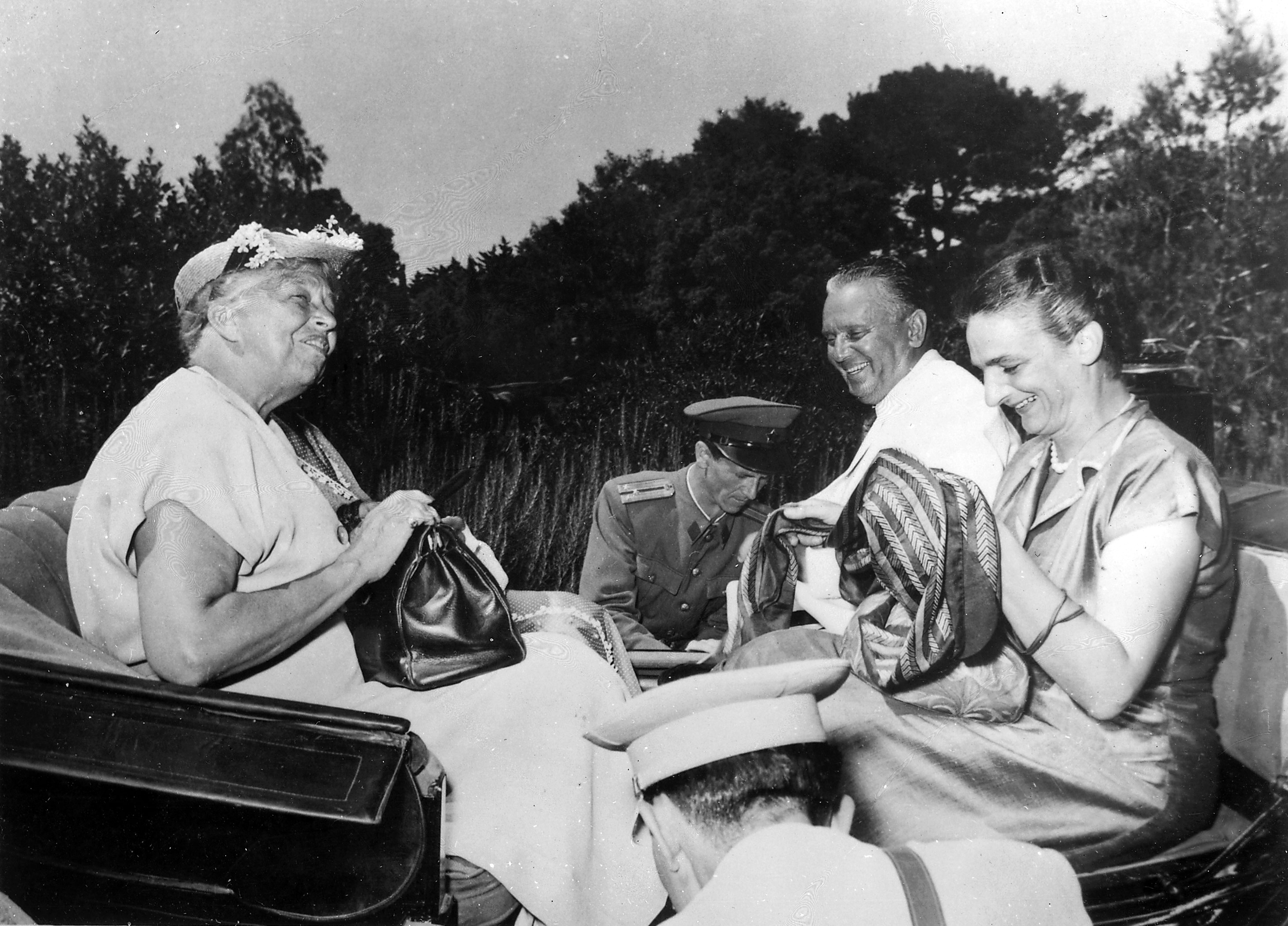
Eleanor Roosevelt con Tito alle isole Brioni nel 1953

Tito perseguì una politica estera di neutralità durante la guerra fredda e stabilì stretti rapporti con i paesi in via di sviluppo. Il forte credo di Tito nell'autodeterminazione causò uno strappo con Stalin e, di conseguenza, con il blocco orientale. I suoi discorsi pubblici spesso ripetevano che la politica di neutralità e cooperazione con tutti i paesi è naturale, finché questi paesi non usano la propria influenza per fare pressioni sulla Jugoslavia per una scelta di campo. Le relazioni con gli Stati Uniti e i paesi dell'Europa occidentale erano generalmente cordiali.
Dopo la morte di Stalin, Tito rigetta l'invito per una visita in URSS per discutere la normalizzazione delle relazioni bilaterali. Nikita Sergeevič Chruščёv e Nikolaj Aleksandrovič Bulganin visitano Tito a Belgrado nel 1955 e chiedono scusa per i misfatti del governo di Stalin, firmando la dichiarazione di Belgrado. Tra Jugoslavia e URSS inizia così un periodo di difficili trattative e negoziati diplomatici per un riavvicinamento reciproco, ma le differenze ideologiche erano troppo grandi e Tito non era disposto a rinunciare alla posizione di neutralità che gli garantiva proficui rapporti commerciali con l'Occidente. Tito visita l'URSS nel giugno 1956, segnalando che l'animosità tra URSS e Jugoslavia sta scemando.
Tuttavia, il riavvicinamento tra URSS e Jugoslavia è di breve durata. I rapporti tra i due Paesi raggiungono un altro minimo già nell'autunno 1956, in seguito allo scoppio della rivoluzione ungherese. Sebbene Tito si sia dichiarato favorevole alla repressione sovietica della rivoluzione, chiede esplicitamente di tutelare la vita di Imre Nagy, leader dei rivoluzionari, che all'arrivo dei sovietici a Budapest aveva chiesto asilo proprio nell'ambasciata jugoslava. Le forze sovietiche, ignorando le regole internazionali, fanno irruzione nell'ambasciata, violando di fatto la sovranità jugoslava, e arrestano Nagy, che sarà fucilato nel 1958 dopo due anni di prigionia. Dopo questo grave episodio, la Jugoslavia di Tito abbandona le trattative per la riappacificazione con Mosca, sebbene le relazioni diplomatiche vengano mantenute. 

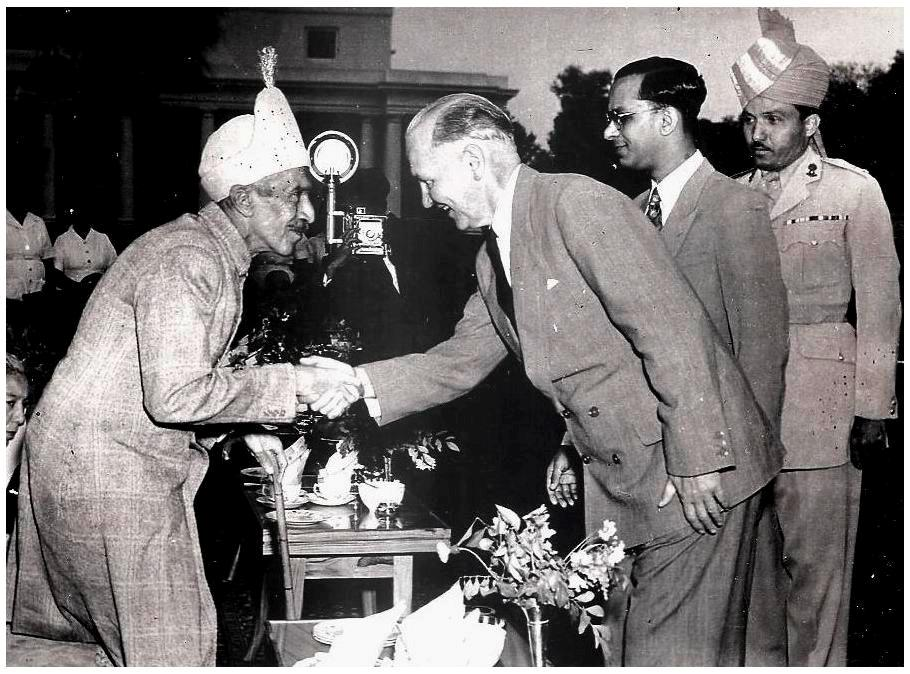
Tito incontra il Nizam di Hyderabad (Osman Ali Khan, Asif Jah VII) nel 1956

Tito sviluppa anche buone relazioni con la Birmania di U Nu, viaggiandovi nel 1955 e ancora nel 1959, nonostante Ne Win non ricambi la visita nel 1959. A seguito della Conferenza di Bandung del 1955, Tito si avvicina a Gamal Abd el-Nasser e Jawaharlal Nehru, che rincontra nella Conferenza di Brioni nel 1956. Con la Conferenza di Belgrado del 1961, Tito co-fonda il Movimento dei paesi non allineati assieme all'egiziano Gamal Abd el-Nasser, l'indiano Jawaharlal Nehru, l'indonesiano Sukarno e il ghanese Kwame Nkrumah, in quella che fu definita "l'iniziativa dei cinque", stabilendo forti legami con i paesi del Terzo mondo. Questa mossa avrà un grande successo nel migliorare la posizione diplomatica della Jugoslavia. Tito coltiva anche ottimi rapporti con l'Etiopia e in particolare con l'imperatore Hailé Selassié, considerato leader carismatico dell'Africa, ed è più volte ospite ad Addis Abeba.
La Jugoslavia permetteva agli stranieri di viaggiare liberamente attraverso il paese e ai suoi cittadini di viaggiare per tutto il mondo, a differenza di gran parte dei paesi comunisti. Un gran numero di cittadini jugoslavi lavorarono in Europa occidentale.

### La liberalizzazione della Jugoslavia negli anni '60

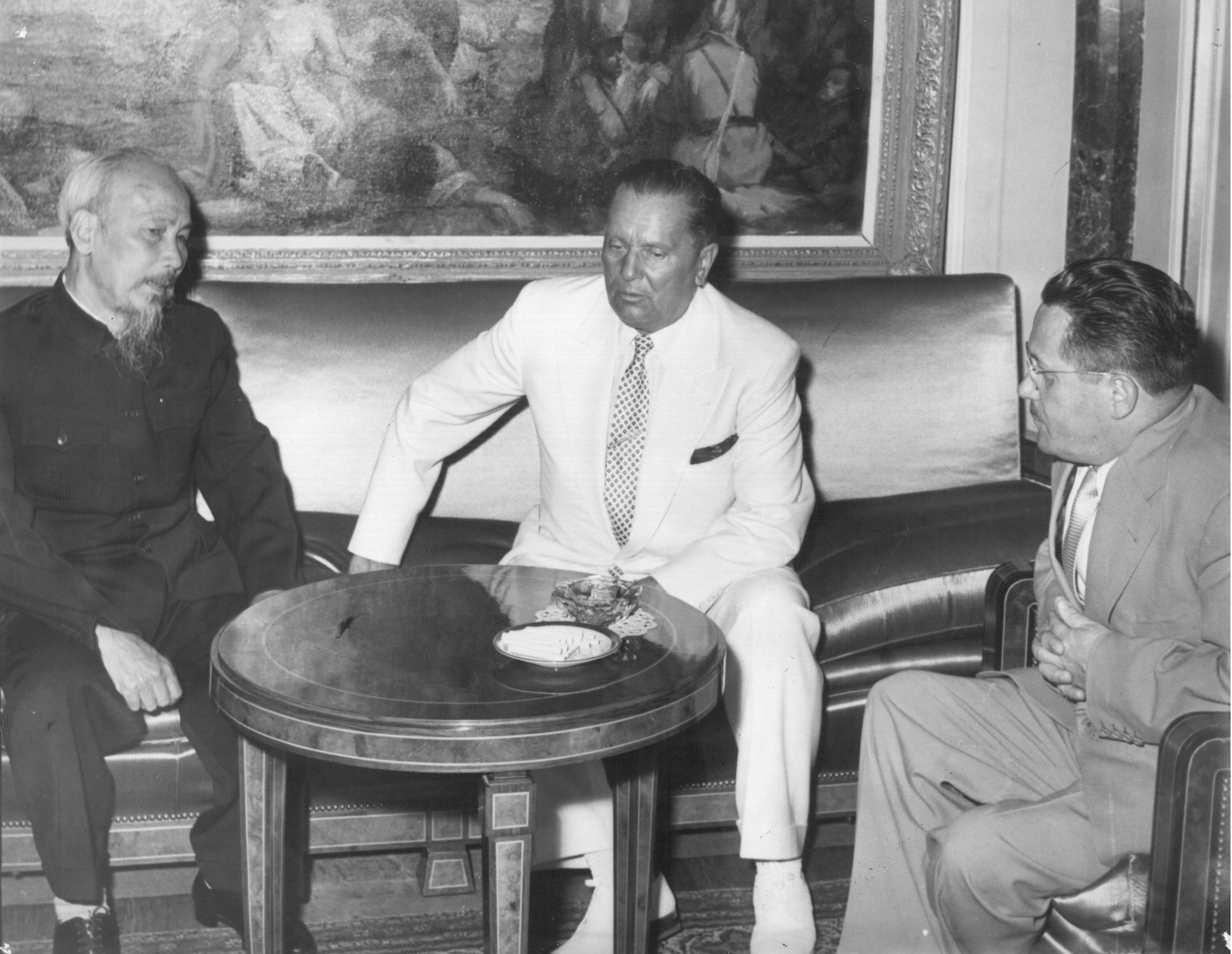
Il maresciallo Tito con Ho Chi Minh a Belgrado (1957)

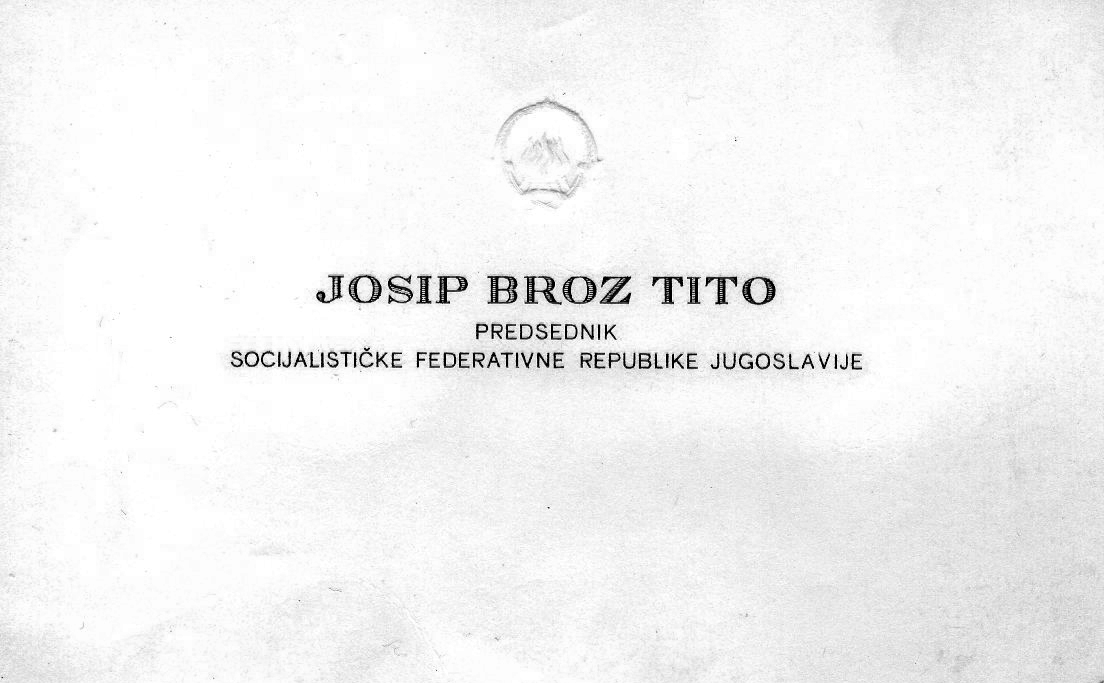
Biglietto da visita di Tito, 1967

Il 7 aprile 1963 il paese cambia ufficialmente nome in Repubblica Socialista Federale di Jugoslavia. Le riforme incoraggiano l'impresa privata e rilassano le restrizioni alla libertà di parola e di espressione religiosa. Nel 1966 Tito firma un accordo con il Vaticano che garantisce alcune libertà alla Chiesa cattolica in Jugoslavia, in particolare nell'insegnamento del catechismo e nell'apertura di seminari. Il nuovo socialismo di Tito trova opposizione da parte dei comunisti ortodossi, che culmina con la cospirazione capeggiata da Aleksandar Ranković, capo della sicurezza. In seguito alle dimissioni di Ranković avviene una liberalizzazione, di cui beneficiano soprattutto artisti e scrittori.
Lo stesso anno Tito dichiara che da quel momento i comunisti avrebbero dovuto tracciare il percorso della Jugoslavia con la forza delle proprie opinioni (implicando una garanzia di libertà di espressione e l'abbandono dei metodi dittatoriali). L'Agenzia di Sicurezza dello Stato (UDBA) vede ridotti i propri poteri e il proprio staff a un massimo di 5.000 persone. Il 1º gennaio 1967 la Jugoslavia è il primo paese comunista ad aprire le sue frontiere a tutti i visitatori stranieri, abolendo il regime dei visti.
Lo stesso anno Tito diventa attivo nel promuovere una risoluzione pacifica del conflitto arabo-israeliano. Il suo piano chiedeva agli Arabi di riconoscere lo Stato di Israele in cambio della restituzione dei territori conquistati da Israele. Gli arabi rifiutarono la sua idea di "terre per il riconoscimento".
Nel 1967 Tito offre al leader cecoslovacco Alexander Dubček la sua disponibilità a volare a Praga, con un preavviso di sole tre ore, se Dubček avesse avuto bisogno di aiuto nell'affrontare i Sovietici. Tito critica violentemente l'invasione della Cecoslovacchia da parte delle truppe del Patto di Varsavia nel 1968, il che contribuisce a migliorare la sua immagine nei paesi occidentali.
Grazie alla sua neutralità, la Jugoslavia era l'unico paese comunista ad avere relazioni diplomatiche con governi di destra anticomunisti. Ad esempio, fu l'unico paese comunista ad avere un'ambasciata nel Paraguay di Alfredo Stroessner. Comunque, una notevole eccezione alla posizione neutrale della Jugoslavia verso i regimi anticomunisti si ebbe nel caso del Cile di Augusto Pinochet; anche la Jugoslavia tronca le relazioni diplomatiche dopo il colpo di Stato del 1973 che depose Salvador Allende.
Tito incontra numerosi leader durante il periodo in cui governa la Jugoslavia, quali i sovietici Stalin, Chruščëv e Brežnev; gli egiziani Nasser e Sadat, i politici indiani Jawaharlal Nehru e Indira Gandhi; i Primi Ministri britannici Winston Churchill, James Callaghan e Margaret Thatcher; i presidenti degli Stati Uniti d'America Eisenhower, Kennedy, Nixon, Gerald Ford e Carter; tra gli altri leader politici, dignitari e capi di Stato che Tito incontrò almeno una volta nella sua vita vi sono Che Guevara, Fidel Castro, Yasser Arafat, Willy Brandt, Helmut Schmidt, Georges Pompidou, la regina Elisabetta II, Kwame Nkrumah, Hua Guofeng, Kim Il-sung, Sukarno, Sheikh Mujibur Rahman, Suharto, Idi Amin, Hailé Selassié, Kenneth Kaunda, Husayn di Giordania, Saddam Hussein, Hirohito e il primo ministro giapponese Eisaku Satō, Muʿammar Gheddafi, Norodom Sihanouk, Ho Chi Minh, Mohammad Reza Pahlavi, Osvaldo Dorticós Torrado, Erich Honecker, Nicolae Ceaușescu, János Kádár e Urho Kekkonen, i presidenti del Messico Adolfo López Mateos e Luis Echeverría, Palmiro Togliatti, Giuseppe Saragat e Sandro Pertini.

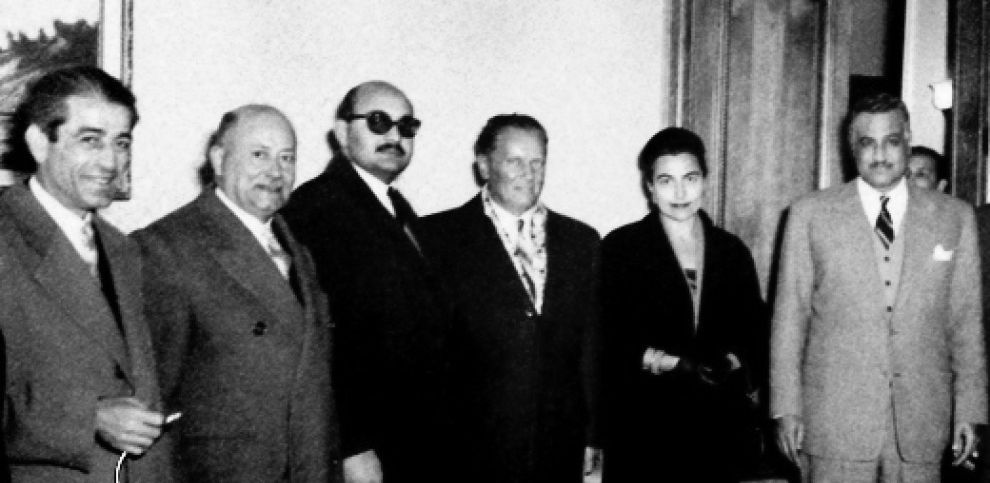
Tito e Nasser ad Aleppo nel 1959
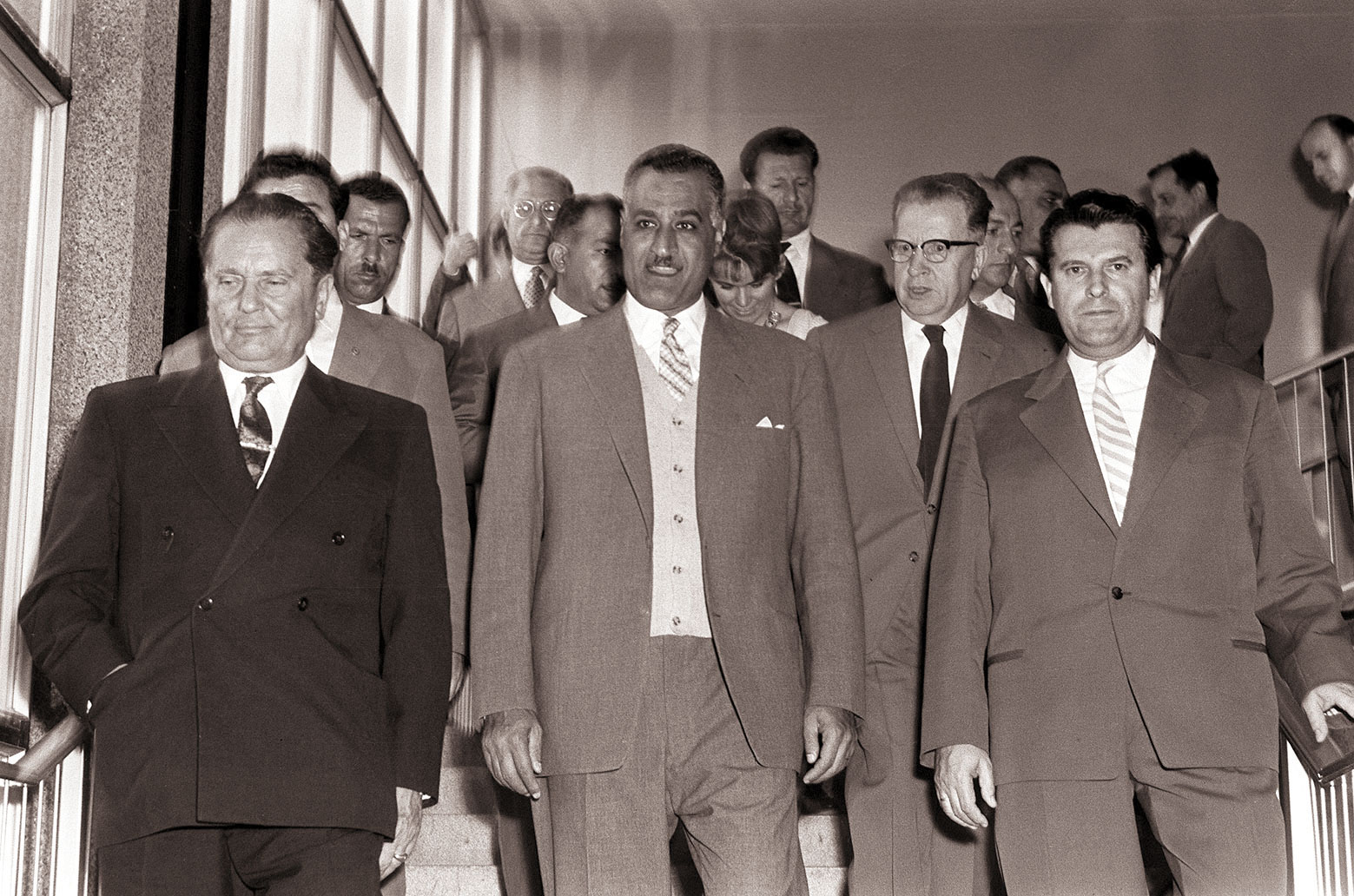
Tito e Nasser a Lubiana nel 1960
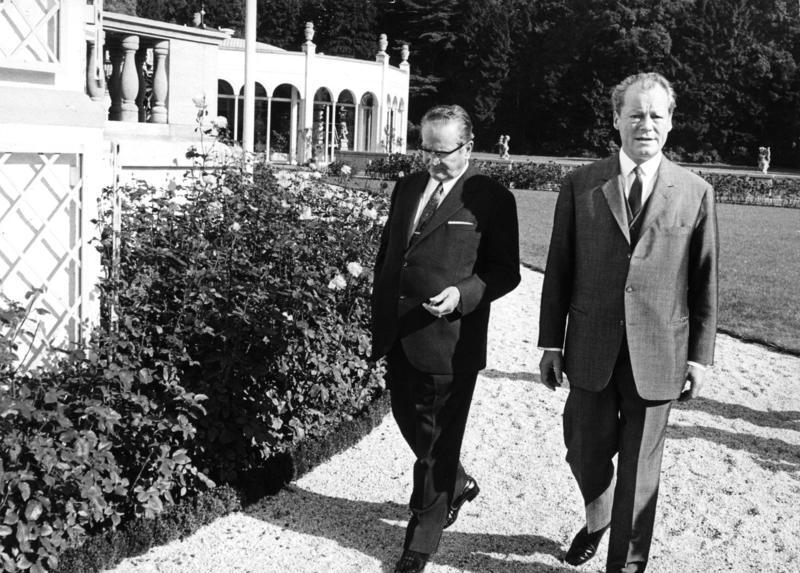
Tito e Willy Brandt a Bonn nel 1970
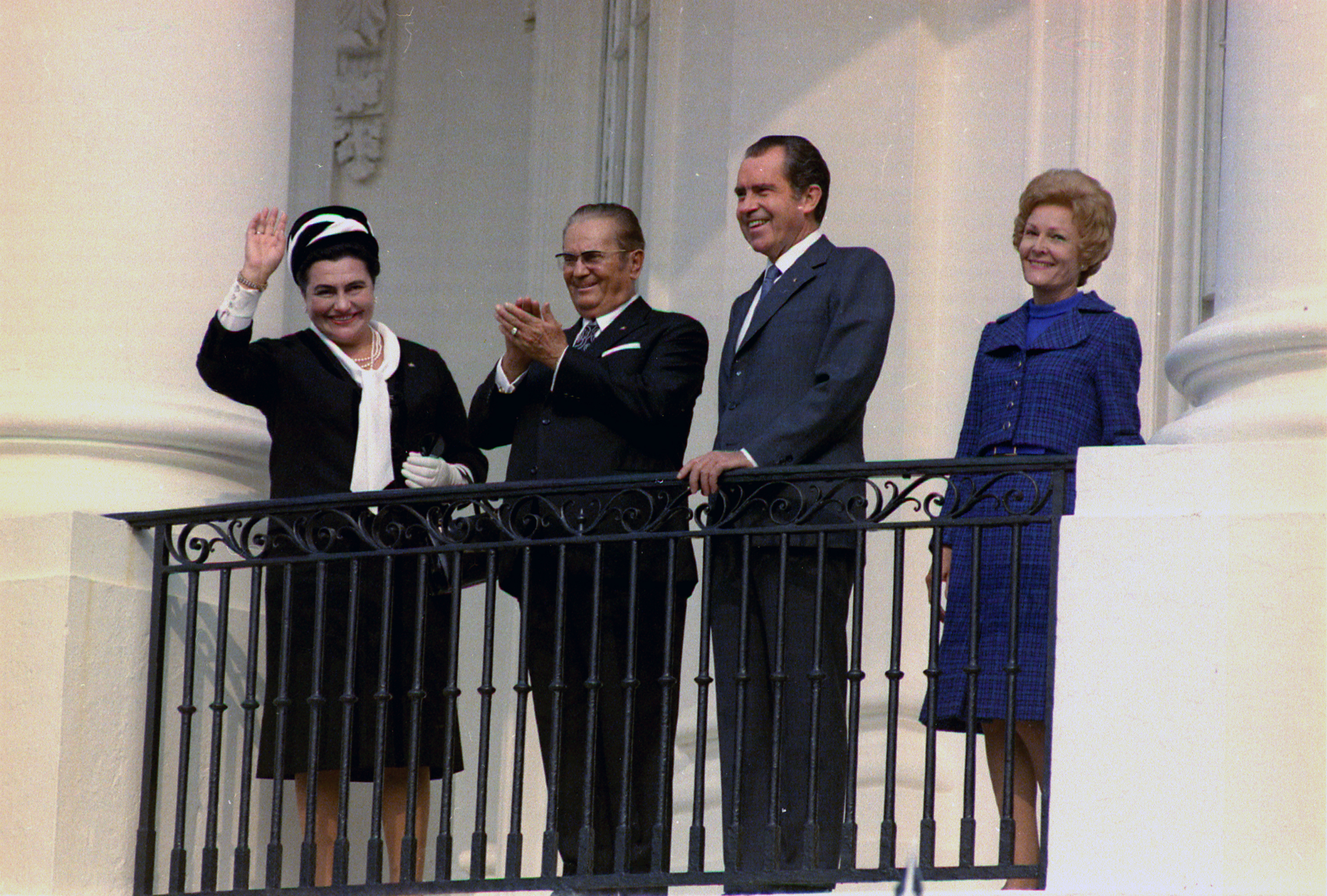
Richard Nixon e Tito alla Casa Bianca nel 1971
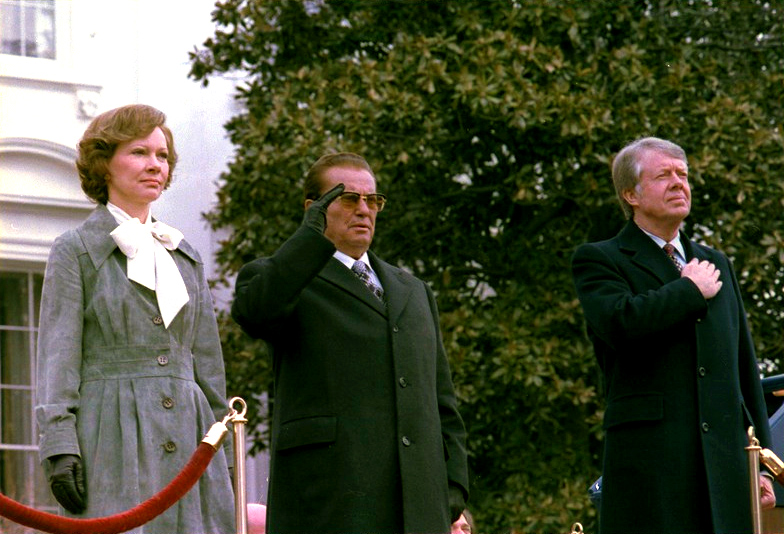
Tito e Jimmy Carter nella terza visita di stato del leader jugoslavo a Washington nel 1978

#### Gli anni settanta e le riforme costituzionali del 1974

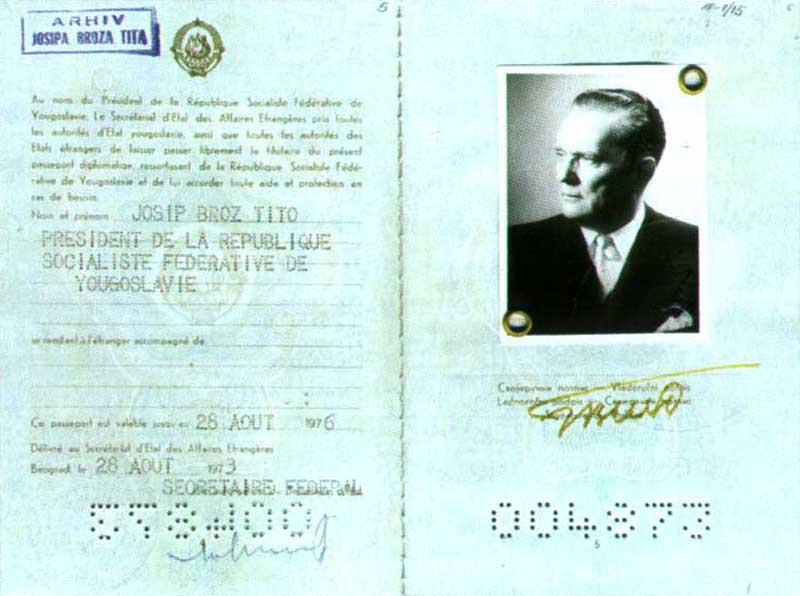
Passaporto diplomatico di Tito, 1973

Nel 1971 Tito è rieletto presidente della Jugoslavia per la sesta volta. Nel suo discorso di fronte all'Assemblea Federale egli introduce 20 radicali emendamenti costituzionali che avrebbero costituito un rinnovato schema su cui basare lo Stato. Gli emendamenti prevedevano:
- una presidenza collettiva, costituita da 22 membri eletti dalle sei repubbliche e dalle due province autonome. La Presidenza Collettiva avrebbe avuto un singolo presidente, a rotazione tra le sei repubbliche. In caso di mancato accordo dell'Assemblea Federale sulla legislazione, la presidenza collettiva avrebbe avuto il potere di legiferare per decreto.
- un governo più forte, con un considerevole potere di iniziativa legislativa, indipendente dal Partito Comunista. Džemal Bijedić viene scelto come Primo ministro.
- il decentramento del paese con una maggiore autonomia alle repubbliche e alle province. Il governo federale avrebbe mantenuto l'autorità solo sulla politica estera, di difesa, di sicurezza interna, gli affari monetari, il libero commercio interno e i prestiti per lo sviluppo delle regioni più povere. Il controllo dell'educazione, della sanità e degli affitti sarebbero stati esercitati interamente dai governi delle province.[32]

All'inizio degli anni settanta, l'intervento di Tito stronca i movimenti di rinnovamento nella politica che erano emersi alla fine degli anni sessanta in Serbia, Croazia e Slovenia e destituisce le élite comuniste che si accingevano a liberalizzare la politica economica e sociale in quelle repubbliche. Negli anni successivi, la Jugoslavia vede un periodo di accentuata repressione politica che solleva aspre contestazioni soprattutto tra i croati. Durante la "Primavera croata" del 1970 (detta anche masovni pokret o maspok, cioè "movimento di massa"), il governo reprime sia le dimostrazioni pubbliche sia le idee dissenzienti all'interno del Partito Comunista. Nonostante la repressione, molte delle questioni del maspok verranno più tardi accolte con la nuova costituzione.
Il 16 maggio 1974 la nuova Costituzione della Repubblica Socialista Federale di Jugoslavia (SFRJ) viene approvata e Josip Broz Tito è nominato presidente a vita. La nuova Costituzione porta l'impronta del teorico sloveno Edvard Kardelj che, in vista della futura scomparsa di Tito, aveva elaborato un modello confederale basato su una più libera cooperazione tra le dirigenze comuniste delle varie repubbliche e province autonome, che mantenevano però l'egemonia assoluta nei loro rispettivi paesi.

#### Ultimi anni, morte e memorializzazione

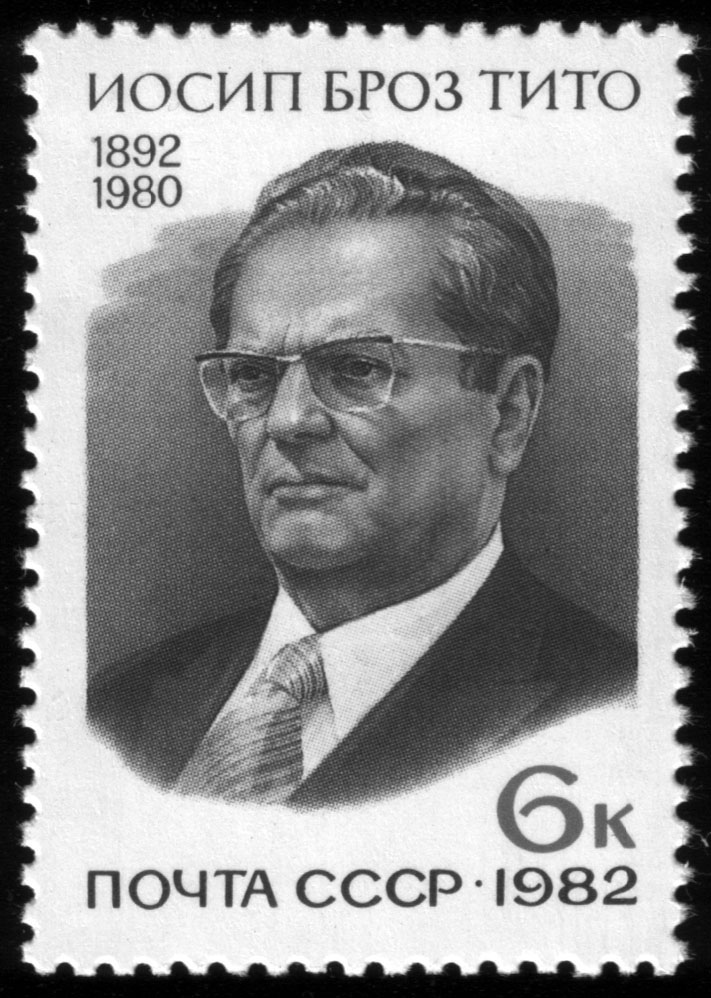
Francobollo dell'Unione Sovietica, Josip Broz Tito, 1982 (Michel № 5151, Scott № 5019)

Dopo la revisione costituzionale del 1974, Tito assume sempre più il ruolo di anziano padre della patria, mentre diminuisce il suo coinvolgimento diretto nella politica interna e nel governo. Nel gennaio del 1980, a seguito di una crisi che lo aveva colpito durante un soggiorno al castello di Brdo, Tito è ricoverato al centro clinico di Lubiana per problemi di circolazione alle gambe. La sua gamba sinistra viene amputata poco dopo. Muore in clinica il 4 maggio 1980, tre giorni prima del suo 88º compleanno. Il suo funerale vede l'arrivo di molti uomini di Stato, la cui presenza cerca di attirarsi le simpatie della nuova dirigenza jugoslava, che in piena guerra fredda si trovava priva della guida carismatica.
In base al numero di politici e delegazioni di stato presenti, fu il maggiore funerale di Stato svoltosi fino ad allora. Erano presenti quattro re, 31 presidenti, sei principi, 22 primi ministri e 47 ministri degli esteri, provenienti da 128 paesi da entrambe le parti della cortina di ferro, tra cui Indira Gandhi, Margaret Thatcher e Willy Brandt. Il primato verrà superato dai funerali di papa Giovanni Paolo II nel 2005. Tito è sepolto a Belgrado, nel mausoleo di Kuća Cveća ("La casa dei fiori") a lui dedicato.

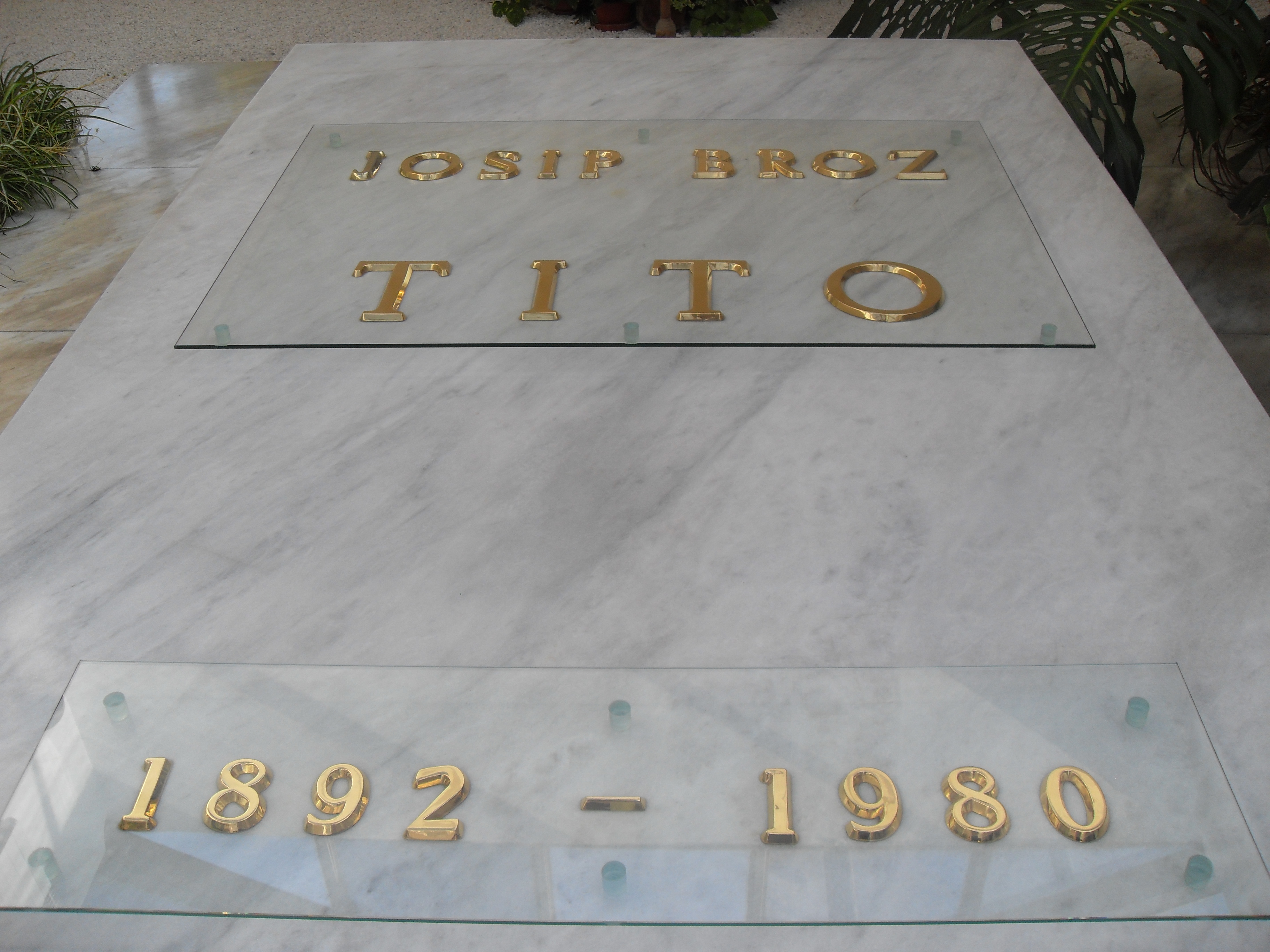
La tomba di Tito

I regali ricevuti da Tito durante la sua presidenza sono conservati nel Museo della Storia della Jugoslavia (già Museo 25 maggio e Museo della Rivoluzione) a Belgrado. La collezione è inestimabile: include opere di molti artisti famosi a livello mondiale, tra cui stampe originali dei Capricci di Francisco Goya. Il governo serbo progetta di unire la collezione con quella del Museo Storico della Serbia.
Durante la sua vita, e specialmente nei primi anni dopo la sua morte, molti luoghi sono stati rinominati in omaggio a Tito. Molti di questi sono da allora ritornati ai loro nomi originali:
- Podgorica, oggi capitale del Montenegro, assunse il nome di Titograd nel 1946, per poi riprendere il nome originario nel 1992;
- Korenica, frazione della città di Plitvička Jezera, nella Regione della Lika e di Segna (Croazia), assunse il nome di Titova Korenica alla fine della seconda guerra mondiale, per poi riprendere il nome originario nel 1991;
- Vrbas, nella provincia serba della Voivodina, tenne il nome di Tito Vrbas per tutto il periodo in cui rimase in vita la Repubblica Socialista Federale di Jugoslavia;
- Veles, comune macedone della regione del Vardar, prese il nome di Tito Veles alla fine della seconda guerra mondiale, per tornare al toponimo originale nel 1996;
- Kosovska Mitrovica, capoluogo dell'omonimo distretto, in Kosovo, assunse il nome di Titova Mitrovica nel 1982 e tornò al nome originario nel 1991;
- Užice, città serba, assunse il nome di Titovo Užice alla fine della seconda guerra mondiale. Nel 1992 il prefisso Titovo fu eliminato;
- Drvar, città della Bosnia ed Erzegovina, mantenne il nome di Titov Drvar per tutta la durata della Repubblica Socialista Federale di Jugoslavia;
- Velenje, città slovena, assunse, alla morte del maresciallo Tito (1980), il nome di Titova Velenje, per tornare al nome originale al momento dell'indipendenza della Slovenia (1991).

Nel 2004 la statua di Tito di Antun Augustinčić presso il suo luogo natale a Kumrovec venne decapitata da un'esplosione e successivamente riparata. Nel 2008, 2000 manifestanti marciarono su piazza Maresciallo Tito a Zagabria per chiedere la restaurazione dell'antico nome di Piazza del Teatro, senza esito. Nella città costiera di Abbazia, così come in moltissime altre città, tra cui anche Sarajevo, la strada principale o una delle principali arterie ancora mantengono il nome del Maresciallo Tito.

#### Eredità politica

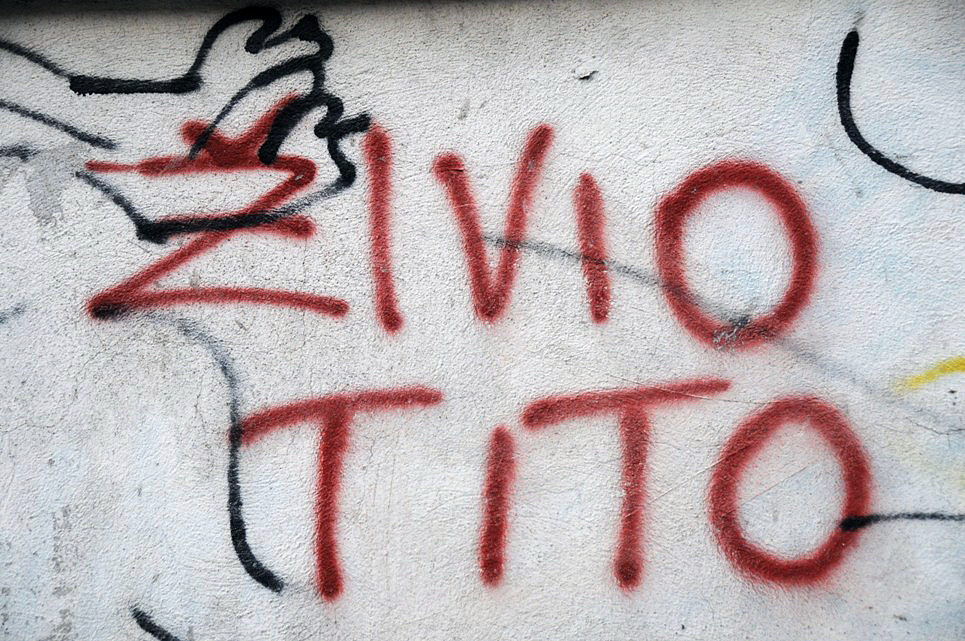
"Viva Tito", graffiti a Mostar, Bosnia ed Erzegovina, 2009

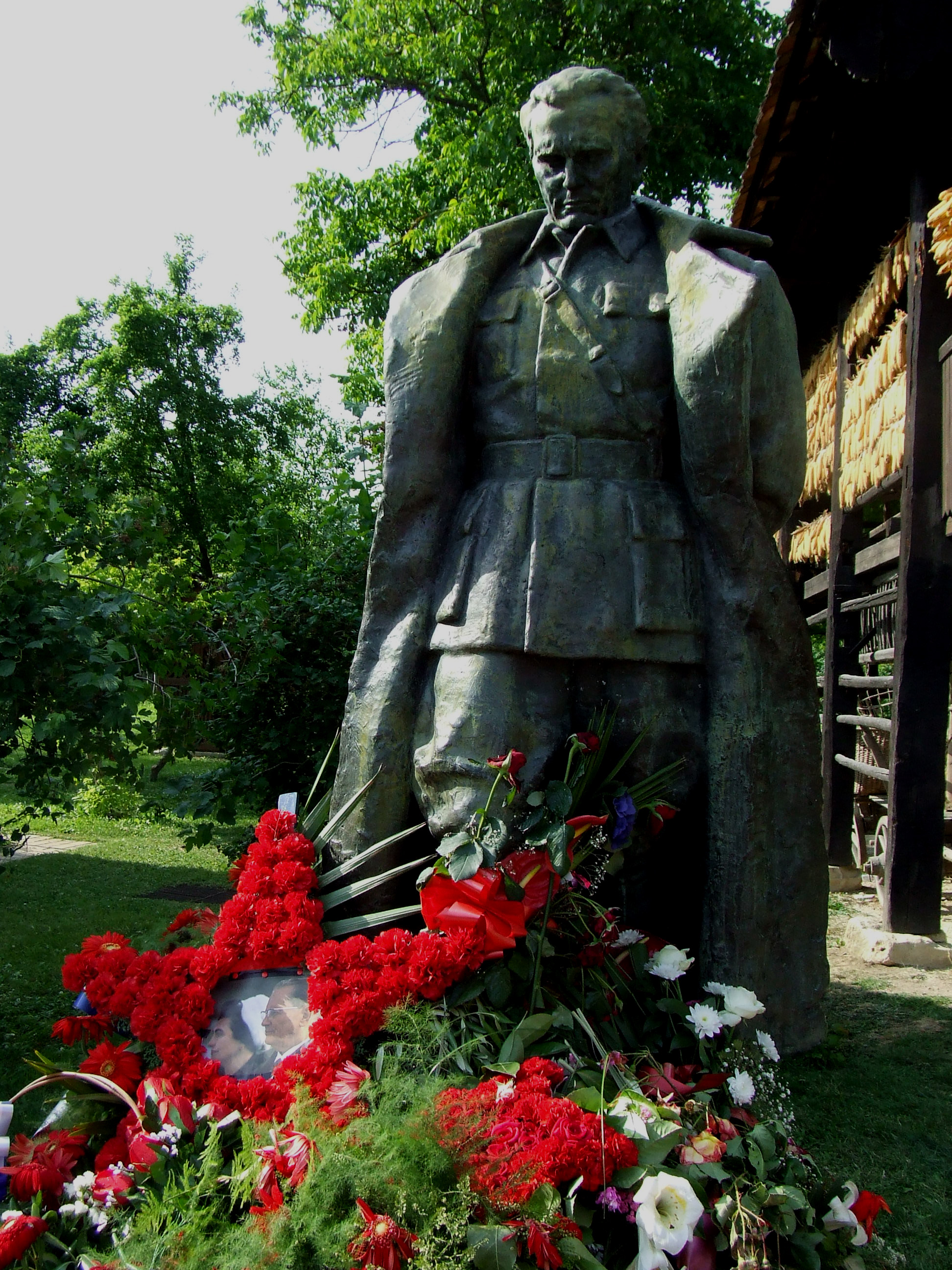
Statua di Tito a Kumrovec, Croazia, dell'artista Antun Augustinčić (1900-1979)

A partire dai suoi ultimi mesi di vita furono sollevati molti dubbi sulla possibilità che i suoi successori mantenessero l'unità della Jugoslavia. Dubbi confermati dagli eventi storici successivi: divisioni etniche e conflitti nazionalisti crebbero fino a scoppiare nelle guerre jugoslave, un decennio dopo la morte di Tito.
Tito aveva tenuto unito il Paese sostituendo il nazionalismo pan-jugoslavo ai nazionalismi delle singole repubbliche. Le tensioni nazionaliste delle varie etnie venivano da lui manipolate come strumenti per mantenere il proprio ruolo di mediatore super partes
Lo strappo di Tito dall'Unione Sovietica e l'indipendenza del titismo dalle politiche di Mosca strategicamente produssero un difficile accesso dell'URSS nel Mediterraneo, obiettivo geopolitico russo da secoli. La trasformazione di fatto della Jugoslavia in uno Stato cuscinetto ridusse il livello della militarizzazione dell'Adriatico quale mare di confine, con presenza di forze armate navali di entrambi i blocchi, come viceversa avveniva nel mar Baltico, ove talvolta avvenivano "cacce" a presunti sottomarini sovietici che sconfinavano nelle acque territoriali svedesi.

## La politica di Tito
Tito è stato l'architetto principale della seconda Jugoslavia, una federazione socialista durata dal novembre del 1945 all'aprile del 1992. Nonostante fosse stato uno dei fondatori del Cominform, fu anche il primo suo membro a sfidare l'egemonia sovietica e l'unica a riuscire a lasciare il Cominform e ad avviare un proprio programma socialista. Tito era un sostenitore di una via indipendente al socialismo (a volte chiamato "comunismo nazionale" o titismo). Nel 1951 Tito introdusse un sistema di autogestione dei lavoratori (samoupravljanje) che differenziò la Jugoslavia da altri paesi socialisti. La svolta verso un modello di socialismo di mercato ha portato un'espansione economica negli anni Cinquanta e Sessanta e un successivo declino negli anni '70. Le sue politiche interne includevano la soppressione del sentimento nazionalista e la promozione della "fraternità e unità" tra le nazioni jugoslave.
La sua presidenza è considerata dalla maggioranza degli storici come autoritaria e dittatoriale, e caratterizzata dalla repressione degli oppositori politici, benché alcuni storici lo considerino come un dittatore illuminato.
Tito è stato una figura pubblica popolare sia in Jugoslavia, presentandosi come simbolo dell'unione tra le nazioni jugoslave tramite un culto della personalità, sia in Occidente, avvalendosi del peso esercitato sugli equilibri USA-URSS dalla sua politica di stato comunista ma non filo-sovietica. Tito si guadagnò ulteriore attenzione internazionale come capo del Movimento dei paesi non allineati, lavorando assieme a Jawaharlal Nehru dell'India, Gamal Abdel Nasser d'Egitto e Sukarno dell'Indonesia.
Grazie a una reputazione favorevole all'estero in entrambi i blocchi della guerra fredda, Josip Broz Tito ha ricevuto circa 98 decorazioni estere, tra cui la Legion d'onore francese e l'Ordine del Bagno inglese.
Dopo la sua morte emersero tensioni politiche insanabili tra le repubbliche jugoslave e nel 1991-92 il paese si disintegrò in una serie di guerre, conflitti etnici e disordini (guerre jugoslave) che durarono per il resto del decennio e che continuano ad avere un forte impatto in molte delle repubbliche ex jugoslave.

## Controversie
Il 3 ottobre 2011 la Corte costituzionale della Slovenia ha dichiarato incostituzionale la nuova dedica di una strada di Lubiana a Tito, avvenuta nel 2009, con la seguente dichiarazione:
Si tratta della prima decisione in cui un organo giudiziario di uno Stato dell'ex Jugoslavia ha preso una posizione netta sulla valutazione dell'opera di Tito. La sentenza non pregiudica comunque le molteplici strade e statue in onore di Tito, lascito del periodo jugoslavo, ancora presenti in Slovenia.

### Crimini
Diversi storici imputano a Tito e al suo regime delle vere e proprie pratiche criminali, nonché l'organizzazione e la messa in pratica di omicidi e di attività repressive di massa.
L'accusa di democidio
- Lo politologo dei democidi Rudolph Joseph Rummel ritiene che oltre 1.072.000 Jugoslavi siano morti per colpa diretta o indiretta di Tito tra il 1944 e il 1987, inserendolo di conseguenza fra i maggiori "mega-assassini" (mega-murderers) della storia.[56]
- Le cifre di Rummel però hanno già ricevuto varie critiche da storici come Tomislav Dulić sottolineando la faziosità oltre che gli errori presenti in molte delle sue fonti[57] Un esempio degno di nota è stato quello in cui Rummel ha citato le stime non verificabili e troppo elevate di morte di autori di parte che simpatizzavano per lo Stato indipendente di Croazia per il record di democidio della Jugoslavia di Tito, mentre gli autori cercavano di sminuire i crimini degli Ustaše nella Seconda Guerra Mondiale.[58]

I massacri e le persecuzioni degli oppositori veri o presunti
- Gli storici - massimamente i croati - imputano a Tito il massacro di Bleiburg e le stragi sommarie di decine di migliaia di domobranci sloveni, ustascia croati, e cetnici serbi nei mesi successivi alla fine della guerra[59]. Oltre a questi, fu eliminato un numero imprecisato di oppositori del costituendo regime, tanto che si è detto che "alla prova dei fatti, dopo la sconfitta delle forze dell'Asse essere antifascisti ma filooccidentali esponeva a maggiori rischi che essere stati collaboratori dei fascisti"[60].
- Il governo di Tito decise di espellere circa 150.000 tedeschi etnici (Volksdeutsche) rimasti nei territori jugoslavi dopo la fine della guerra, rispetto ai precedenti 500.000 registrati nel censimento jugoslavo del 1921. Fra la metà di ottobre del 1944 e la metà di aprile del 1945, almeno 5.800 tedeschi della Vojvodina vennero fucilati dai partigiani jugoslavi. Le donne dei villaggi subirono dei "tour di violenze carnali" organizzati dai partigiani assieme a membri dell'Armata Rossa. Dopo il Natale del 1944 dai 27.000 ai 30.000 - per lo più donne fra i 18 e 40 anni - furono deportati in URSS: all'incirca il 16% morì. Alla fine di marzo del 1945 i tedeschi etnici ancora rimasti nel paese vennero rinchiusi in campi di concentramento, ove la percentuale di sopravvissuti fu inferiore al 50%. Alla fine degli anni Cinquanta quasi tutti i tedeschi etnici della Jugoslavia erano emigrati nei paesi occidentali. Con riferimento alle perdite fra i civili tedeschi in Jugoslavia, abbiamo a disposizione i dati più accurati rispetto ad ogni altra espulsione del periodo connesso alla seconda guerra mondiale. A parte i 7.199 fucilati dai partigiani, 48.477 Volksdeutsche (tedeschi etnici) morirono nei campi di concentramento in Jugoslavia e 1.994 vennero deportati nei campi di lavoro in Unione Sovietica[61].
- Il tema della responsabilità diretta di Tito e del suo governo per le persecuzioni anti-italiane e i massacri delle foibe è stato affrontato da diversi storici italiani e - più recentemente - anche di altri paesi[62].
- A Tito vengono imputate le persecuzioni contro i cominformisti successive al conflitto sovietico-jugoslavo del 1948, con l'incarcerazione di centinaia di migliaia di jugoslavi sospetti e l'apertura di una serie di campi di concentramento o di lavoro ove trovarono la morte migliaia di jugoslavi, fra i quali particolarmente noto quello di Goli Otok (Isola Calva)[63].
- A Tito e/o all'apparato statale jugoslavo dominato dal Partito Comunista viene attribuita la responsabilità per la repressione contro sacerdoti e membri della Chiesa ortodossa serba, della Chiesa cattolica e delle altre comunità cristiane nel periodo 1941-1948, che comprese anche una serie di omicidi e massacri (come quello ai danni dei martiri di Široki Brijeg)[64] a seguito soprattutto di accuse vere o presunte di collaborazionismo con gli ustascia e gli occupanti nazifascisti. Nel '46 lo stesso arcivescovo di Zagabria, monsignor Alojzije Stepinac, fu processato e condannato a 16 anni di carcere per la sua presunta collaborazione ai massacri effettuati dagli ustascia; ma gli storici ritengono che il processo fu, in realtà, intentato a causa del rifiuto del vescovo a istituire una Chiesa cattolica nazionale separata da Roma.[65][66][67]
- A Tito viene attribuita l'introduzione, nel Partito Comunista, di una politica di sinistra intransigente che portò alle uccisioni di massa che verranno poi definite "errori di sinistra".[68]

### Culto della personalità
Una filastrocca sulla Jugoslavia, citata spesso dagli estimatori di Tito: «Sei stati, cinque nazioni, quattro lingue, tre religioni, due alfabeti e un solo Tito» mette in risalto l'unione di tante diversità che Tito era riuscito a comporre e che crollò dopo la sua morte.
A partire dalla fine della seconda guerra mondiale, Tito celebrò il proprio compleanno il 25 maggio, a ricordo del giorno in cui scampò miracolosamente all'uccisione per mano tedesca. Pertanto, il 25 maggio fu proclamato giorno di festa nazionale in Jugoslavia che venne chiamato Dan Mladost (Giornata della gioventù). Una staffetta di giovani portava lungo tutte le principali città jugoslave un bastone riccamente intagliato - simbolo del comando - e lo consegnava a Tito la sera del 25 maggio nello stadio Partizan di Belgrado, nel corso di una grande cerimonia ginnico-sportivo-militare. Non è che uno degli esempi del vero e proprio culto della personalità che si sviluppò per 35 anni in Jugoslavia: si contano a decine le canzoni, le poesie e i romanzi dedicati a Tito.

## Vita privata

### Matrimoni, figli e vita affettiva
Nel 1918, mentre era prigioniero di guerra a Omsk, Tito conobbe la russa Pelageja Belousova (1904–1968), che sposò nel gennaio del 1920. Quando egli tornò in Jugoslavia, lei lo seguì, ma allorché nel 1928 Tito fu imprigionato, ella rientrò in Unione Sovietica. La coppia divorziò nel 1936 e Pelageja si risposò. Pelageja morì nel marzo del 1968 e l'urna con le sue ceneri è stata posta nel cimitero di Novodevičij a Mosca.
Da Pelageja Tito ebbe cinque figli, dei quali uno solo sopravvisse(tre morirono appena nati e una quarta visse fino a due anni): Žarko Broz (1924–1995), che fu padre a sua volta di:
- Josip Joška Broz (* 1947), uomo politico serbo che nel novembre 2009 fu nominato presidente del nuovo Partito Comunista Serbo.[72]
- Svetlana Broz (* 1951-2025), cardiologa, medico, giornalista e insegnante.
- Zlatica Broz
- Edvard Broz (* 1951)

Nell'ottobre del 1936, mentre alloggiava presso l'Hotel Lux, a Mosca, Tito sposò una donna austriaca, Lucia Bauer, ma la registrazione del matrimonio fu successivamente cancellata.
La successiva relazione fu con Herta Haas (1914-2010), che Tito sposò nel 1940 e che nel maggio 1941 gli diede un figlio, Aleksandar "Mišo" Broz, padre di:
- Saša Broz (* 1969), regista, ex direttrice di teatro a Pola
- Andreja Broz (* 1971), proprietaria d'azienda (Combis) a Zagabria

Nonostante il suo rapporto matrimoniale con la Haas, Tito mantenne una vita promiscua ed ebbe una relazione parallela con Davorjanka Paunović (1921-1946), che, sotto lo pseudonimo di "Zdenka", fungeva da corriere della resistenza e successivamente divenne la sua segretaria personale. Herta e Tito si separarono nel 1943 a Jajce, durante la seconda assemblea dell'AVNOJ. Haas incontrò Tito l'ultima volta nel 1946. Tito sposò quindi Davorjanka, che morì di tubercolosi nel 1946 ed egli volle che la sua salma fosse inumata nel cortile della sua residenza in Belgrado, Beli dvor.

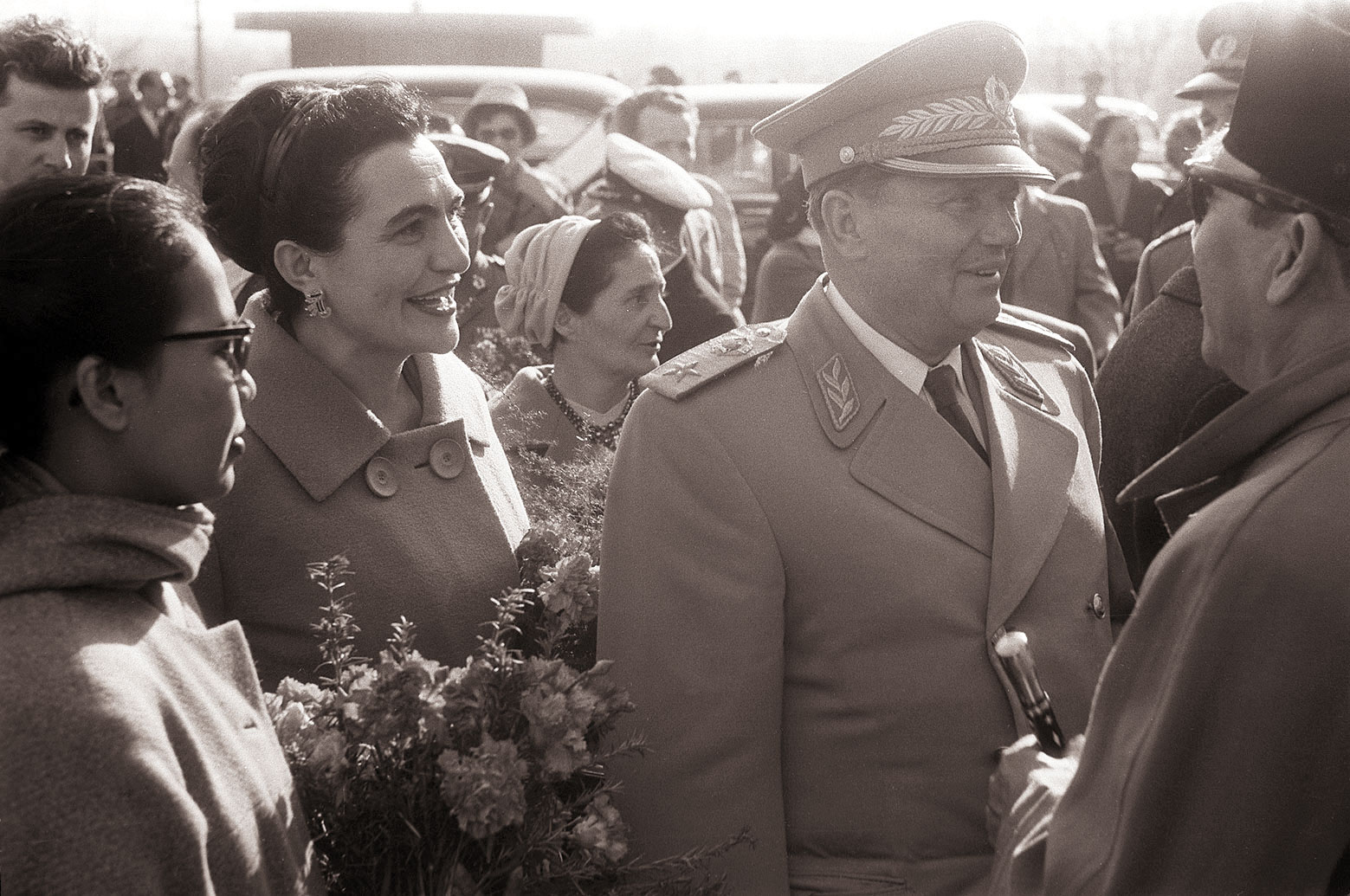
Jovanka Broz e Tito a Postumia, 1960.

Poco dopo egli ebbe come amante la cantante lirica Zinka Kunc (meglio conosciuta con il parziale pseudonimo Zinka Milanov), con la quale ruppe all'inizio degli anni 1950.
Nell'aprile del 1952 Tito, poco prima di festeggiare il compimento dei 60 anni, sposò la ventisettenne Jovanka, responsabile del personale a Beli Dvor. Poiché fu la prima donna a essere sposata con lui da quando egli era al potere, passò alla storia come first lady della Jugoslavia. Il loro rapporto fu piuttosto burrascoso, con alti e bassi noti anche al pubblico ed episodi d'infedeltà, persino con sospetti di tentativo di colpo di Stato. La coppia divorziò alla fine degli anni 1970, poco prima della morte di lui. Jovanka prese parte ai suoi funerali e successivamente avanzò diritti sull'eredità. Tito e Jovanka non ebbero figli.

### Tenore di vita

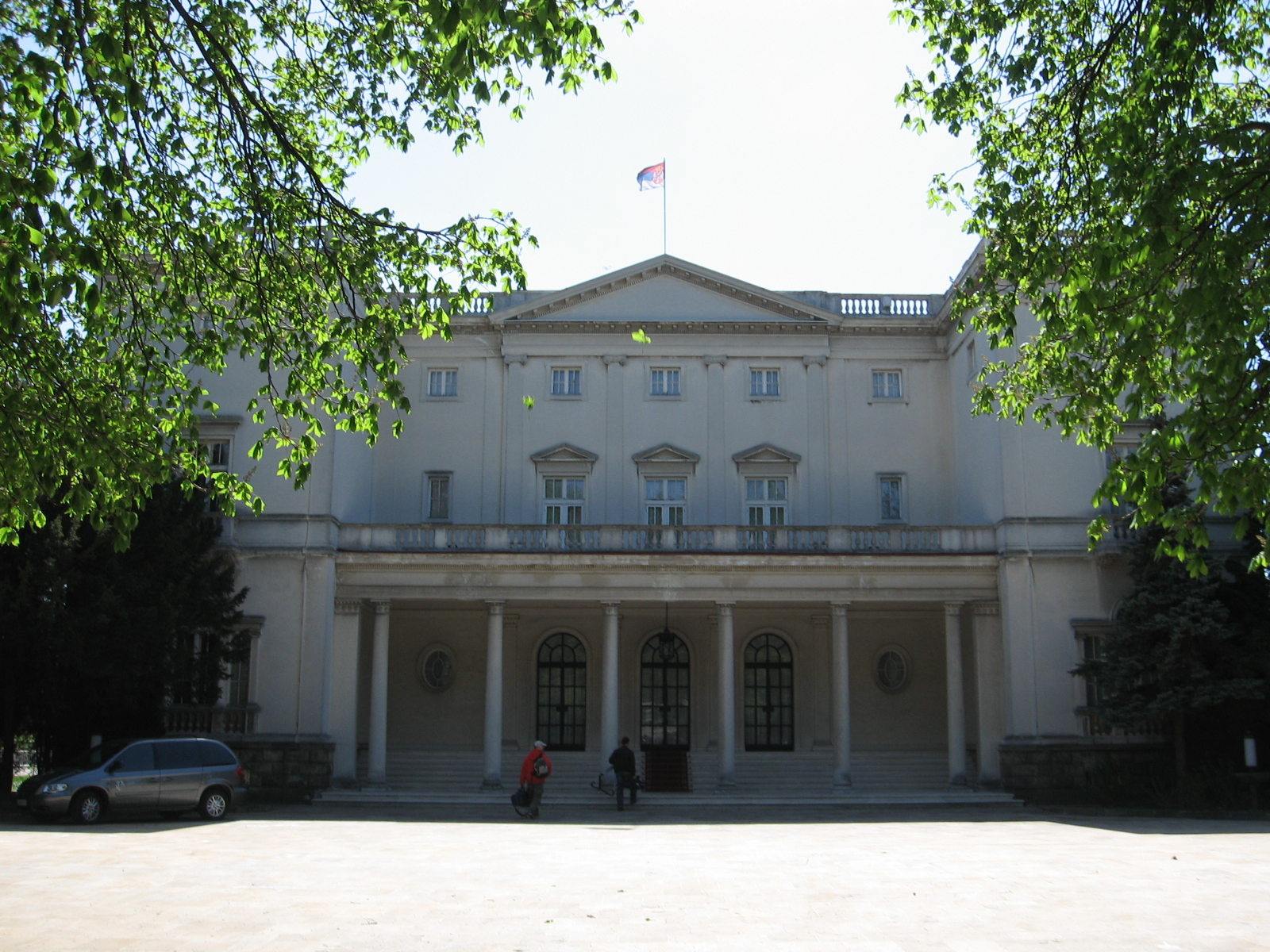
La residenza di Beli dvor, già dimora reale dei Karađorđević, oggi utilizzato per mostre ed esposizioni.

Come presidente della Jugoslavia, Tito aveva accesso a molte proprietà statali connesse alla sua carica. A Belgrado risiedeva nella residenza ufficiale di Beli dvor, ma teneva una casa personale separata. 

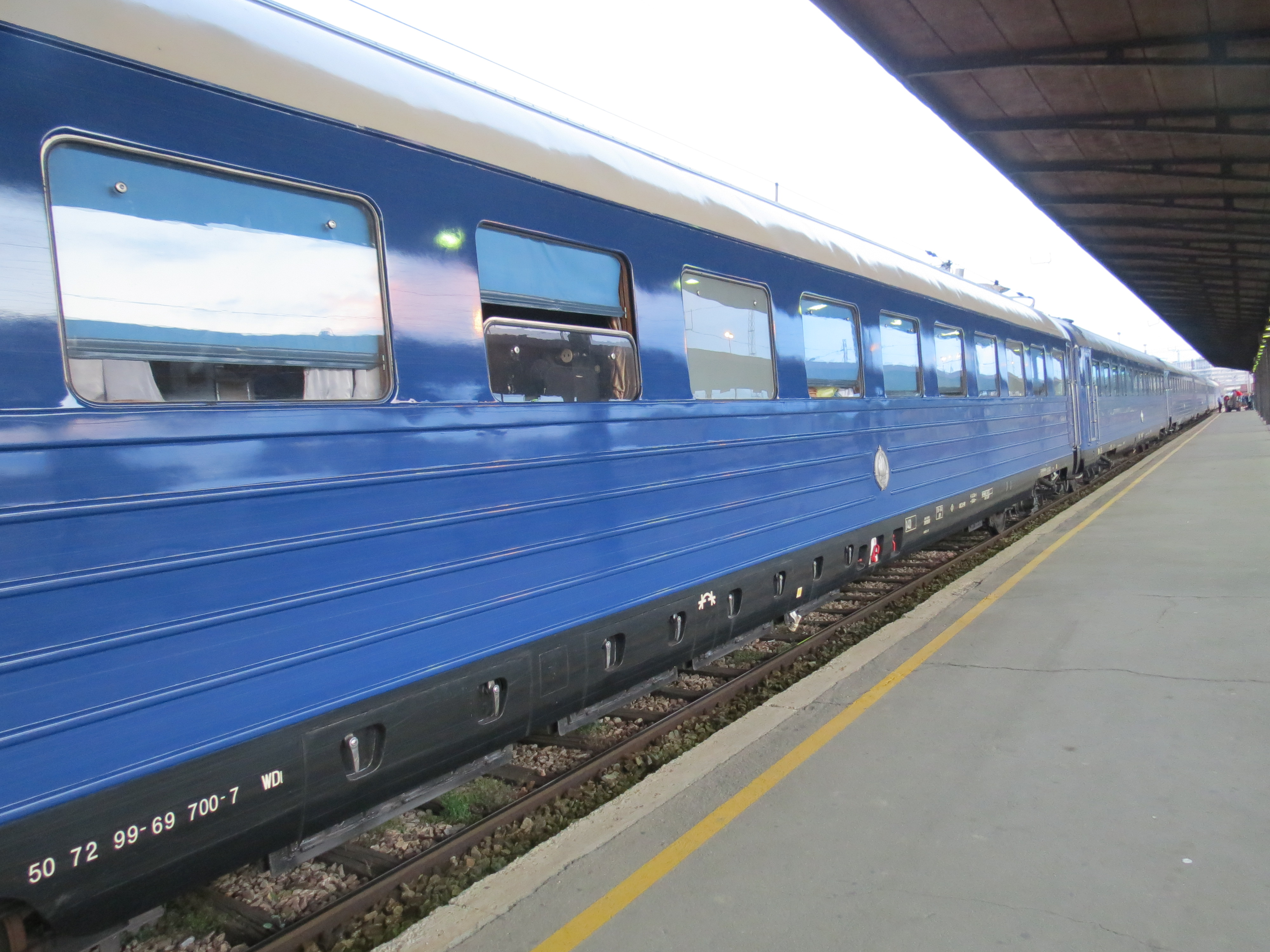
Il "Treno blu" del maresciallo Tito

Le Isole Brioni furono il luogo della sua residenza estiva dal 1949 in avanti. L'architetto sloveno Jože Plečnik progettò un padiglione in onore del maresciallo. Nell'isola Brioni Maggiore prese posto uno zoo, incrementato in parte dai vari animali esotici, donati dai diversi capi di Stato e di governo in visita. Tito si fece costruire una lussuosa villa privata in un'isola minore dell'arcipelago chiamata Vanga, oltre ad una villa di rappresentanza a Brioni Maggiore (Bijela vila - Villa Bianca). Quasi 100 personalità politiche o dello spettacolo fecero visita a Tito nella sua residenza estiva: tra queste anche Elizabeth Taylor, Richard Burton, Sophia Loren, Carlo Ponti e Gina Lollobrigida.

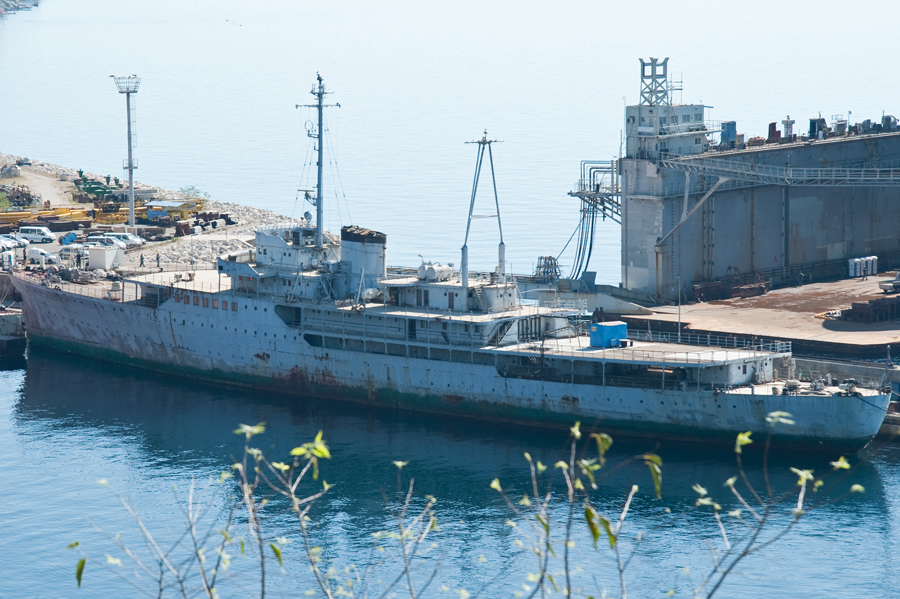
Il Galeb, yacht presidenziale, nel cantiere Viktor Lenac nel 2011

Un'altra residenza fu mantenuta sul lago di Bled, mentre la tenuta di Karađorđevo era teatro della "caccia diplomatica". Nel 1974 il presidente jugoslavo aveva a disposizione 32 residenze ufficiali, più o meno grandi,. Per gli spostamenti presidenziali marittimi Tito usava una bananiera italiana di nome Ramb III, trasformata durante la guerra in un incrociatore ausiliario. Requisita in seguito dai tedeschi e ribattezzata Kiebitz, fu affondata il 5 novembre 1944 mentre era ormeggiata a Fiume. Recuperata dall'affondamento, fu dapprima utilizzata come nave scuola (col nome di Mornar) e in seguito riattrezzata come panfilo presidenziale cambiando il nome in Galeb (Gabbiano). Tito disponeva di un Boeing 727 come aereo presidenziale e del "Treno Blu", fatto arredare in modo lussuoso da artigiani jugoslavi, austriaci e italiani.
Tito era un grande amante delle auto: si stima che nel corso della sua vita ne abbia guidate 290. A sua disposizione fra l'altro c'erano una Cadillac Eldorado cabriolet donatagli nel 1953 dagli emigrati jugoslavi residenti in Canada, una Rolls-Royce Phantom V, dono della regina di Inghilterra e una Lincoln Continental, omaggio dei lavoratori di Zagabria. Era nota la sua cura e la ricercatezza nel vestire nonché la passione per le uniformi, della quale esistono delle testimonianze dirette: quando il dittatore albanese Enver Hoxha si recò in visita ufficiale a Belgrado (23 giugno - 2 luglio 1946) affermò di essersi sentito "imbarazzato ed umiliato" dall'opulenza dimostrata dal suo ospite mentre lo accoglieva nell'ex palazzo reale dei Karađorđević, ricordando in un suo libro come "gli occhi di tutti erano rivolti al Maresciallo, vestito in un'uniforme bianca, con un collare e polsini placcati d'oro, stelle sulle sue spalline e un considerevole numero di nastrini sul petto; s'un dito indossava un anello con un grosso diamante luccicante". La passione di Tito per i vestiti eleganti è un aspetto trattato in diverse biografie o saggi a lui dedicati: lui stesso confidò al suo biografo ufficiale - Vladimir Dedijer - che in gioventù "ciò che mi interessava di più era vestirmi bene". Era gran fumatore di sigarette e sigari. In nome di un'antica amicizia Fidel Castro faceva pervenire a Tito i sigari cubani.
Dopo la morte di Tito il Boeing 727 fu venduto all'Aviogenex, linea charter serba. Il Galeb effettuò l'ultimo viaggio nel 1989 e con il disfacimento della ex-Jugoslavia, divenne proprietà del governo della nuova Federazione jugoslava. Nel corso della guerra fra la Croazia e la vecchia Federazione jugoslava la nave venne utilizzata dalle forze federali per il blocco navale delle coste croate e nel 1992 partecipò all'evacuazione delle forze federali dalla Croazia. Successivamente, dopo essere stata radiata dalla Marina Federale e ceduta al governo del Montenegro, la nave finì ormeggiata in stato di abbandono presso le Bocche di Cattaro. Il "Treno Blu", fu lasciato in un capannone serbo per oltre due decenni. Tre anni dopo la morte del Presidente, nel 1983, le isole Brioni vennero dichiarate Parco nazionale della Jugoslavia.
Gran parte delle proprietà connesse alla carica di Tito continuarono ad essere utilizzate dagli stati nei quali si è dissolta la Jugoslavia come proprietà pubbliche o tenute a disposizione per personalità di rango elevato.

## Onorificenze
In quanto capo della resistenza jugoslava, uomo politico più rappresentativo del proprio paese, capo di Stato e leader del movimento dei paesi non allineati, Tito in vita ricevette svariate decine di decorazioni, sia jugoslave sia straniere.